# Легенда (женский футбольный клуб)
«Легенда» — ныне не существующий советский и украинский женский футбольный клуб из города Чернигова. Основан в 1987 году на Черниговском камвольно-суконном комбинате усилиями Михаила Ющенко, одного из первых организаторов профессионального женского футбола на Украине.
Один из самых титулованных клубов в истории женского футбола Украины, среди достижений которого — 6 чемпионских титулов, 4 национальных Кубка и Открытый Кубок Италии. Лучший женский футбольный клуб Украины по итогам первых двух десятилетий после провозглашения независимости, 5-кратный участник Лиги чемпионов. По итогам выступлений в еврокубках в сезонах 2001/02, 2003/04 и 2006/07 входила в число 16 лучших команд Европы.
Клуб имел лучшую школу подготовки молодых футболисток на Украине, которая воспитала многих игроков национальной сборной. Во время наибольших успехов сборной Украины — выхода в финальную часть чемпионата Европы 2009 года, где она заняла итоговое 10-е место, в её составе играли преимущественно воспитанницы клуба, а черниговский стадион имени Юрия Гагарина на несколько лет стал домашней ареной главной национальной команды. Пять игроков, прошедших школу «Легенды», 12 раз признавались лучшими футболистками Украины — Дарья Апанащенко (7 раз), Ирина Зварич (дважды), Надежда Баранова, Татьяна Чёрная и Людмила Пекур. Шесть воспитанниц черниговской команды (Дарья Апанащенко, Надежда Баранова, Вера Дятел, Алла Лишафай, Наталья Зинченко и Елена Ходырева) стали финалистками Лиги чемпионов 2009 года.
Летом 2018 года из-за финансовых проблем клуб прекратил существование. На тот момент это был единственный украинский женский футбольный клуб, который непрерывно выступал в регулярных турнирах начиная с первого розыгрыша чемпионата СССР 1989 года.

## История

### Основание клуба и выступления в чемпионате СССР (1986—1991)
Во второй половине 1980-х годов в СССР началось массовое возрождение женского футбола, который в течение длительного времени находился под запретом. Идея создания в Чернигове женской футбольной команды принадлежит Михаилу Ющенко, работнику Черниговского камвольно-суконного комбината, который активно развивал спорт и тренировал футбольную и хоккейную команды предприятия. Узнав о создании в разных городах Советского Союза женских футбольных команд, Михаил Фёдорович решил основать такую команду и в Чернигове. Пока функционеры камвольно-суконного комбината размышляли над его предложением, в сентябре 1986 года Ющенко организовал группу женского футбола и начал в ней обучение и тренировки. Среди девушек, которые в течение осени начали подготовку под его руководством, была Наталья Игнатович — будущая рекордсменка «Легенды» по количеству сыгранных матчей. В конце 1986 года руководство комбината решило поставить женскую футбольную команду на баланс предприятия, а годом образования «Легенды», которая сначала получила название СК «Полесье», считается 1987. Летом 1987 года команда сыграла свой первый товарищеский матч против студенток факультета физического воспитания Черниговского педагогического института и проиграла со счётом 1:2. Однако вскоре несколько девушек, которые учились на факультете физического воспитания, в частности Светлана Петько и Наталья Авдонченко, перешли в СК «Полесье» и значительно усилили команду.
В мае 1988 года команду переименовали в «Легенду». Новое название происходит от названия одной из лучших марок ткани, производившейся на камвольно-суконном комбинате и предназначавшейся для экспорта. В октябре 1988 года «Легенда» впервые приняла участие в официальном турнире — зональных соревнованиях Украинского совета Добровольного физкультурно-спортивного общества профсоюзов. Проиграв в стартовом матче будущему двукратному чемпиону СССР барышевской «Ниве» со счётом 1:2 (в составе «Легенды» с пенальти отличилась Авдонченко), черниговская команда сыграла вничью с киевской «Ареной» (0:0) и обыграла сумский «Авангард» (3:0), и в итоге заняла 3-е место в группе.
В марте 1989 года «Легенда» приняла участие в групповом этапе Всесоюзного турнира на приз еженедельника «Собеседник», где финишировала на 5-м месте среди 7 команд. Затем черниговскую команду ждал старт в регулярном чемпионате. В 1989 году состоялся розыгрыш чемпионата Всесоюзного добровольного физкультурно-спортивного общества профсоюзов (ВДФСТП), который фактически был первым чемпионатом СССР среди женщин, однако из-за нежелания Госкомспорта СССР брать на себя лишнюю нагрузку турнир организовала Федерация футбола профсоюзов СССР. «Легенда» вошла в число 30 команд Высшей лиги, разделенных на 3 зоны. В своём дебютном матче в чемпионате СССР, который состоялся 22 апреля в Чернигове на стадионе имени Юрия Гагарина, «Легенда» в присутствии 2100 зрителей победила «Луганочку» со счётом 3:0. Автором первого «хет-трика» в истории команды стала Светлана Кононихина. Зональный этап «Легенда» завершила на 5-й позиции, а по результатам турнира за 13-18 места, который состоялся в российском Адлере, заняла итоговое 16-е место среди 30 команд Высшей лиги чемпионата СССР. В ноябре после завершения регулярного чемпионата «Легенда» отправилась на всеукраинские соревнования в Мукачево, где завоевала свои первые награды — бронзовые медали первенства Добровольного физкультурно-спортивного общества профсоюзов Украины.
В 1990 году «Легенда» первой среди женских команд СССР получила статус профессионального (по тогдашней терминологии — «хозяйственно-расчётного») футбольного клуба. С футболистками начали заключаться контракты. В новом сезоне чемпионат СССР впервые проводился под эгидой новосозданной Всесоюзной ассоциации женского футбола. В своей зоне «Легенда» заняла 7-е место из 12 команд, а в стыковом матче за итоговое 13-е место среди 24 участников Высшей лиги победила кишинёвскую «Кодру» со счётом 3:1.
С 1990 года футболисток «Легенды» начали вызывать в сборную СССР. Первой из черниговчанок приглашение получила вратарь Светлана Петько, которая дебютировала за сборную весной в товарищеском матче против чемпиона Европы 1987 года — сборной Норвегии (0:0). В августе 1990 года Петько в составе сборной СССР приняла участие в турнире «North American Cup», проходившем в США, а затем вместе с ещё одной «легендовкой», Натальей Авдонченко — в товарищеском турнире в Китае и в матчах против сборной Франции в пригороде Парижа. Кроме того, 3 мая 1990 года в Чернигове состоялась товарищеская встреча сборных СССР и УССР, в которой победу со счётом 4:0 одержала союзная команда. Из футболисток «Легенды» СССР в том матче представляла Светлана Петько, Украину — Наталья Авдонченко и Наталья Игнатович.
Заняв в сезоне 1991 года 6-е место среди 12 команд 1-й зоны, «Легенда» достигла своего лучшего результата за время выступлений в чемпионате СССР — несмотря на то, что стыковые матчи между командами разных зон регламентом нового сезона уже не предусматривались, в случае их проведения черниговская команда боролась бы за 11-е итоговое место. В единственном проведённом розыгрыше Кубка СССР «Легенда» остановилась на стадии 1/4 финала. За сборную СССР в течение последнего года её существования выступали 3 представительницы Чернигова — Светлана Петько, Наталья Авдонченко и Наталья Игнатович.
В целом в течение советского периода истории команды больше всего матчей в её составе в чемпионате и Кубке СССР сыграли Светлана Петько, Любовь Тищенко и Наталья Игнатович — по 72. Лучшей бомбардиркой «Легенды» с 30 забитыми мячами стала Вера Кобылецкая.

### Чемпионат Украины: первая «бронза» и достижения молодёжной команды (1992—1996)

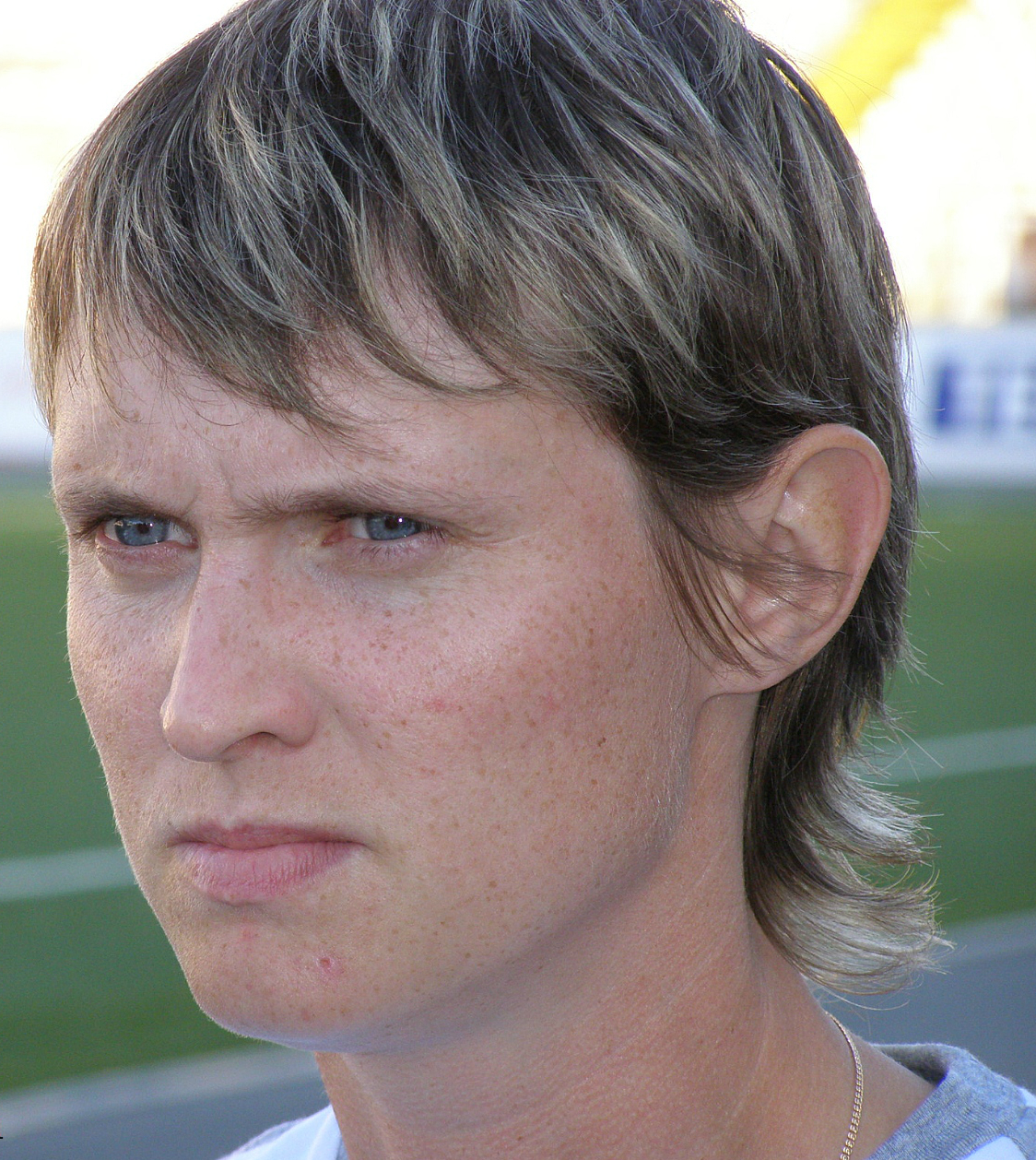
Будущая финалистка Лиги чемпионов Наталья Зинченко дебютировала в Высшей лиге в 13-летнем возрасте в составе «Легенды»

Перед стартом первого чемпионата Украины команда понесла существенные потери. Светлана Петько и Наталья Авдонченко перешли в московский «Спартак» и выбрали выступления за сборную России, в составе которой Петько в дальнейшем стала рекордсменкой по количеству сыгранных матчей. Лучшая бомбардирша «Легенды» в чемпионате СССР Вера Кобылецкая подписала контракт с латвийским РАФ. Зато из прекратившей существование бобровицкой «Элегии» к «Легенде» присоединилась 13-летняя Наталья Зинченко — будущая игрок и тренер сборной Украины, финалистка Лиги чемпионов 2009 года. В дебютном сезоне чемпионата Украины борьбу за чемпионство вели киевские «Динамо» и «Арена», «Легенда», со своей стороны, претендовала на 3-е место. Первый круг черниговская команда провела нестабильно, оказавшись на промежуточном финише на 5-й позиции среди 10 участников Высшей лиги. Второй круг «Легенда» начала неудачно — с ничьей и поражения, однако в дальнейшем в 7 оставшихся матчах отметилась беспроигрышной серией из 4 побед и 3 ничьих. Судьба бронзовых медалей решалась в последнем туре в домашнем матче против киевского «Олимпа», который имел одинаковое с «Легендой» количество очков, но лучшую разницу мячей, поэтому черниговчанок устраивала только победа. Продемонстрировав качественную командную игру, «Легенда» победила со счётом 2:0 и стала бронзовым призером чемпионата Украины.
Сезон 1993 года команда начала очень уверенно, отыграв первые 9 туров без поражений и пропущенных мячей. Однако в дальнейшем «Легенда» проиграла 3 заключительных матча 1-го круга и после длительного пребывания в группе лидеров оказалась на 6-й позиции, а по итогам сезона заняла 4-е место среди 13 участников Высшей лиги. В то же время принесли результат усилия клуба по подготовке юных футболисток — молодёжная команда «Легенды», в составе которой выступали такие будущие звёзды украинского женского футбола, как Людмила Лемешко, Наталья Зинченко, Вероника Шульга, Людмила Пекур и Татьяна Чёрная, выиграла золотые медали первого молодёжного чемпионата Украины. 1993 год также стал дебютным на официальном уровне для национальной сборной Украины, в состав которой «Легенда» делегировала Наталью Игнатович и Валентину Ступак. Кроме того, главный тренер черниговской команды Михаил Ющенко вошёл в тренерский штаб сборной.
Накануне сезона 1994 года из-за финансовых проблем прекратила существование ряд клубов Высшей лиги (на старт чемпионата не вышла даже киевская «Арена» — чемпион и обладатель Кубка Украины предыдущего сезона), в результате чего Федерация футбола Украины объединила все профессиональные женские команды в одну лигу. «Легенда» в новом сезоне оказалась среди «средняков», заняв в итоге 6-е место среди 11 участников. В составе команды выделялась Наталья Зинченко, которая в 17 матчах чемпионата отличилась 18 голами, в частности «пента-триком» в игре с кировоградской «Краяной» (8:1). Впрочем, ещё до завершения сезона Наталья прекратила выступления в Чернигове, откликнувшись на приглашение одного из лидеров чемпионата. Второй сезон подряд «легендовки» завоевали золотые медали молодёжного чемпионата Украины — на этот раз они составили основу сборной Черниговской области. Михаил Ющенко продолжал работать в сборной Украины, в состав которой из «Легенды» вызывались Валентина Ступак и Татьяна Нестерчук.
К сезону 1995 года клуб подошёл со значительными финансовыми проблемами — ставился даже вопрос о его дальнейшем существовании. Урегулировать ситуацию с долгами и найти средства для финансирования «Легенды» удалось совместными усилиями новоназначенного генерального директора клуба Владимира Магеррамова, руководства концерна «Чексил» (бывший камвольно-суконный комбинат) и черниговского предпринимателя Александра Атрощенко. Итоговый результат команды в чемпионате Украины оказался лучше, чем в предыдущем сезоне — 4-е место из 9 участников. Из-за нехватки опытных футболисток к матчам команды активно привлекались воспитанницы собственных групп подготовки — почти половина футболисток основного состава были в возрасте от 14 до 16 лет. В частности, уже в 14-летнем возрасте высококлассную игру демонстрировала будущая вратарь сборной Украины Вероника Шульга. Высокий уровень подготовки молодых футболисток в очередной раз отразился на результатах молодёжной команды «Легенды», которая в третий раз подряд стала чемпионом Украины.

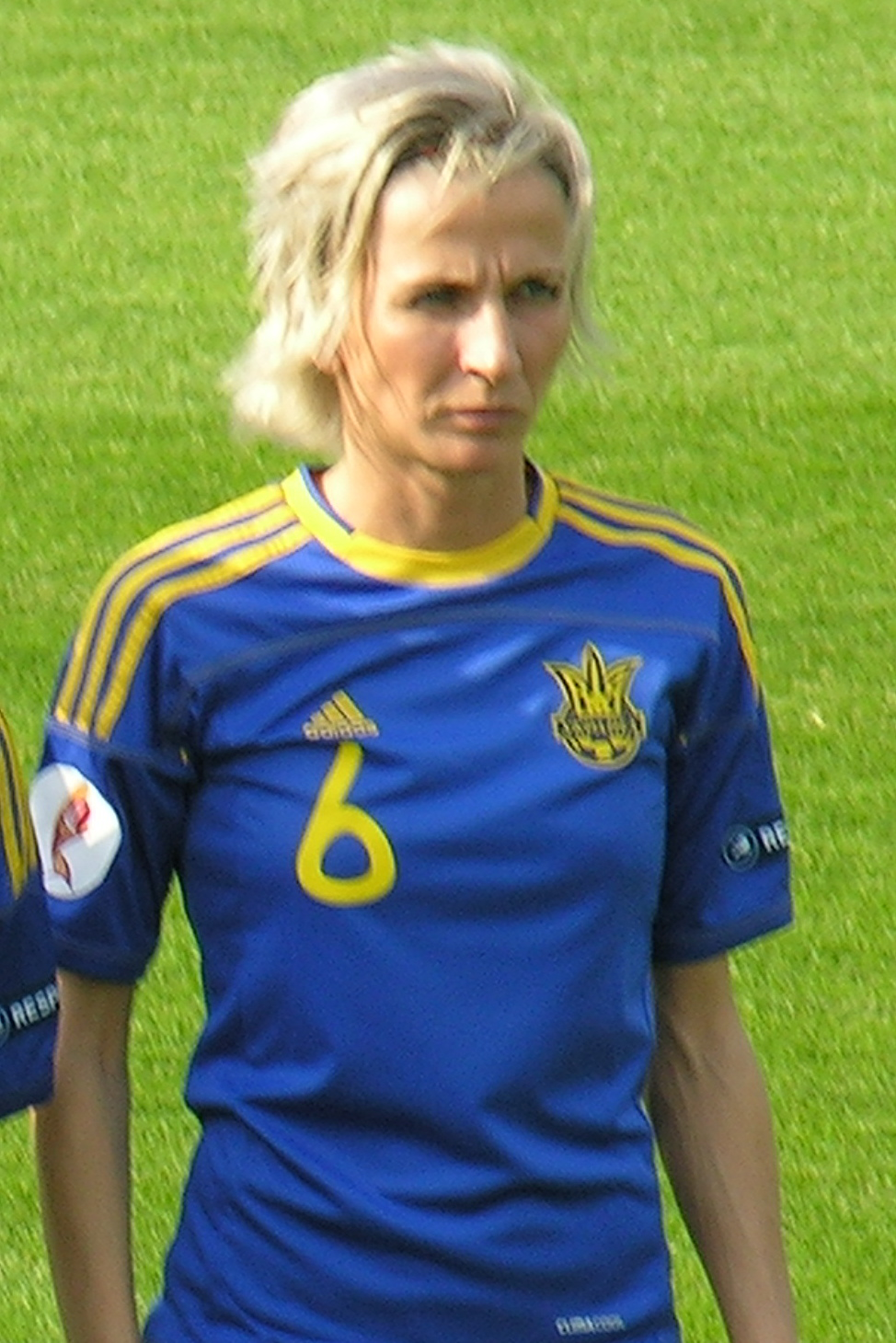
Людмила Пекур — лидер «Легенды» второй половины 1990-х годов, лучшая футболистка Украины 2014 года

Чемпионат 1996 года «Легенда» провела неудачно — предпоследнее 5-е место среди 6 команд. Сказались потери лидеров (Надежда Мищенко перешла в «Донецк», Татьяна Федосова (Нестерчук) временно приостановила выступления в связи с рождением сына), в то же время для приглашения опытных футболисток клуб не имел достаточных средств.

### В статусе вице-чемпиона (1997—1999)
В сезоне 1997 года «Легендой» руководил тандем главных тренеров — к Михаилу Ющенко присоединился Николай Литвин. Состав участников чемпионата сократился до 5 команд, поэтому его решили разыграть в 4 круга. На «золото» претендовали сразу 3 команды — «Легенда», киевская «Алина» и чемпион трёх предыдущих сезонов «Варна» (Донецк). В 1—3 кругах по итогам каждого из них ситуация в группе лидеров оставалась неизменной — «Алина» возглавляла турнирную таблицу и опережала «Легенду» и «Варну» на 5 очков. На старте 4-го круга черниговская команда обыграла «Алину» со счётом 1:0 и приблизилась к ней на расстояние в два очка, однако в дальнейшем киевлянки победили «Варну» и фактически обеспечили себе чемпионство. Чтобы занять 2-е место, «Легенде» в последнем туре было достаточно не проиграть «Варне» на выезде. Впрочем, с 66-й минуты и почти до завершения встречи в счёте вели дончанки (отличилась бывшая футболистка «Легенды» Надежда Мищенко). Шла последняя минута матча, когда нападающей черниговской команды Вере Кобылецкой удалось сравнять счёт. Игра завершилась вничью, поэтому десятилетний юбилей «Легенды» ознаменовался для неё первым «серебром» чемпионата Украины.
В национальную сборную Украины в течение 1997 года вызывались 6 футболисток «Легенды»: Наталья Игнатович, Валентина Ступак, Вероника Шульга, Людмила Пекур, Татьяна Черная и Людмила Лемешко. В 1997 году на базе черниговской команды, имевшей лучшую на Украине школу подготовки молодых футболисток, была создана молодёжная сборная Украины, которую возглавили тренеры «Легенды» Михаил Ющенко и Николай Литвин.
В межсезонье состав «Легенды» пополнили футболистки, которые в дальнейшем сыграют значительную роль в истории клуба и женского футбола Украины в целом — собственная воспитанница Алла Лишафай и нападающая «Львовянки» Елена Ходырева, обе — будущие финалистки Лиги чемпионов. Один из наставников команды Николай Литвин принял предложение «Донецчанки» (новое название «Варны»), поэтому «Легенду» снова единолично возглавил Михаил Ющенко. Количество участников чемпионата Украины в сезоне 1998 года сократилось до своего исторического минимума — 4 команды, в частности прекратила существование чемпион Украины киевская «Алина». Учитывая это, розыгрыш чемпионата провели в 6 кругах. «Легенда» существенно уступала «Донецчанке», которая в итоге стала чемпионом, но значительно превосходила две другие команды, поэтому второй сезон подряд стала серебряным призером. В Кубке Украины «Легенда» впервые вышла в финал, где также уступила «Донецчанке» (основное и дополнительное время — 1:1, по пенальти — 2:3).

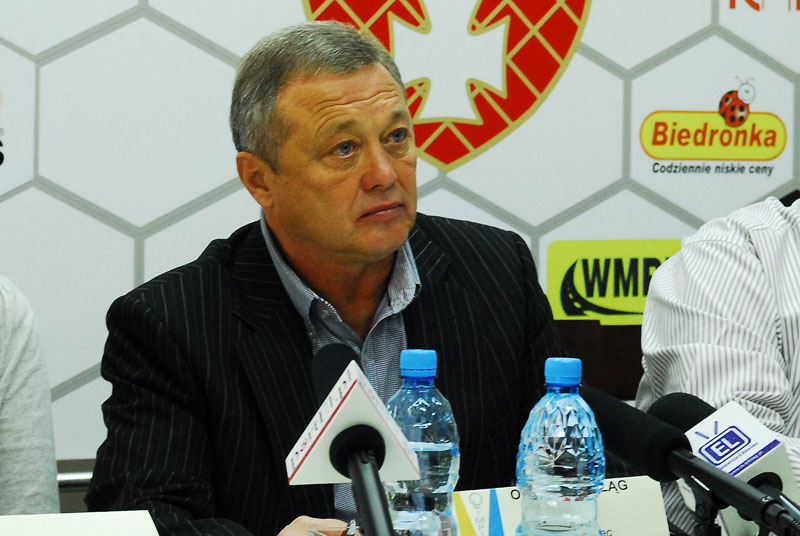
Анатолий Писковец, главный тренер «Легенды» с 1998 по 1999 год и с 2006 по 2007 год

В 1999 году новым главным тренером команды стал Анатолий Писковец, который ранее возглавлял женскую сборную Украины и завоевывал чемпионские титулы с украинской «Алиной» и российской «Энергией» (Воронеж). Из Воронежа в Чернигов также перешли защитница сборной Украины Юлия Карпенкова и нападающая сборной Белоруссии Людмила Кузнецова, в обратном направлении — лучшая бомбардирша «Легенды» двух предыдущих сезонов Людмила Пекур и основная вратарь Вероника Шульга. В таких обстоятельствах получила возможность проявить себя в воротах 16-летняя воспитанница черниговского футбола Ирина Зварич, в дальнейшем — игрок сборной Украины и ряда европейских клубов, лучшая футболистка Украины 2012 и 2013 годов. Начав подготовку к сезону, новый наставник столкнулся с систематическими задержками заработной платы и отсутствием надлежащего финансового обеспечения со стороны титульного спонсора клуба, концерна «Чексил», из-за чего обратился за помощью к премьер-министру Валерию Пустовойтенко, который, среди прочего, курировал женский футбол. В результате генеральный директор клуба ещё до начала регулярного чемпионата был вынужден уволить главного тренера по требованию президента концерна, который расценил действия Писковца как «излишнюю своенравность». Новым наставником «Легенды» стал тренер вратарей Сергей Умен.
Чемпионат 1999 года прошёл для «Легенды» в упорной борьбе за чемпионский титул с «Донецчанкой». В решающем матче последнего тура черниговская команда в случае победы догоняла конкурента и получала возможность побороться за чемпионство в дополнительном «золотом матче», однако победу со счётом 1:0 одержала «Донецчанка». «Легенда» в третий раз подряд выиграла серебряные медали чемпионата Украины, однако на этот раз такой результат уже воспринимался как неудача. Второй сезон подряд черниговчанки пытались реваншироваться над дончанками в финале Кубка Украины, однако потерпели поражение со счётом 2:3.

### Начало «золотого десятилетия»: три чемпионства подряд, два «золотых дубля» (2000—2003)
Сезон 2000 года отличался крайне низким уровнем организации. Из-за откровенной бездеятельности Комитета женского футбола ФФУ команды полгода ожидали начала сезона, пока свои сборы и матчи проводили национальная и молодёжная сборные. В результате предварительный этап чемпионата стартовал только в августе, а Кубок Украины вообще не разыгрывался. В первом круге предварительного этапа «Легенда» победила всех своих трёх соперников и уверенно возглавила группу «А». О дате начала второго круга, однако, сведений не было и в итоге он не состоялся. Поскольку чемпионат требовал завершения, через 2 месяца после последнего проведённого матча ФФУ решила разыграть титул чемпиона в финальном турнире, в котором кроме «Легенды» приняли участие ещё одна команда из группы «А» («Киевская Русь») и «Донецчанка», победившая в группе «Б». В матчах с «Киевской Русью» «Легенда» и «Донецчанка» достигли максимального результата, однако черниговчанки победили с большим счётом и перед очным противостоянием обеспечили себе лучшую разницу мячей, поэтому их устраивала и ничья. На 20-й минуте заключительной встречи финального турнира счет открыла футболистка «Легенды» Татьяна Чёрная, а после перерыва нападающая «Донецчанки» Светлана Фришко восстановила равновесие. На 85-й минуте донецкая команда осталась в меньшинстве и в конце матча черниговчанка Людмила Лемешко ударом головой после подачи Юлии Карпенковой оформила победу и первый в истории «Легенды» титул чемпиона Украины.
В межсезонье «Легенда» потеряла Татьяну Чёрную и Наталью Игнатович, которые перешли в более богатые российские клубы, однако одновременно состав команды усилили опытные Наталья Жданова и Галина Иванова. Чемпионат снова стартовал со значительной задержкой (в конце июля). По итогам предварительного этапа черниговская команда расположилась на первом месте в своей зоне, выиграв все 6 матчей с общим счётом 41:0. В финальном турнире, в котором приняли участие по 2 лучшие команды из каждой зоны, фаворитами снова были «Легенда» и «Донецчанка». Набрав по 6 очков во встречах со слабыми соперниками, черниговчанки и дончанки сошлись в решающем поединке, однако даже несмотря на нежелание арбитра давать финальный свисток при счёте 2:2 победителя выявить не удалось. Учитывая одинаковое количество набранных очков, лидеры провели дополнительный «золотой матч», и на этот раз «Легенда» одержала убедительную победу со счётом 5:0 и второй сезон подряд завоевала звание чемпиона Украины. Лучшей бомбардиркой команды с 17 голами в 10 матчах чемпионата стала Галина Иванова, которая ни разу не покидала поле без хотя бы одного забитого мяча. Также по итогам сезона «Легенда» впервые стала обладателем Кубка Украины, разгромив в финальном матче «Донецчанку» со счётом 4:1. Выиграв одновременно и национальное первенство, и Кубок страны, черниговчанки оформили свой первый «золотой дубль».

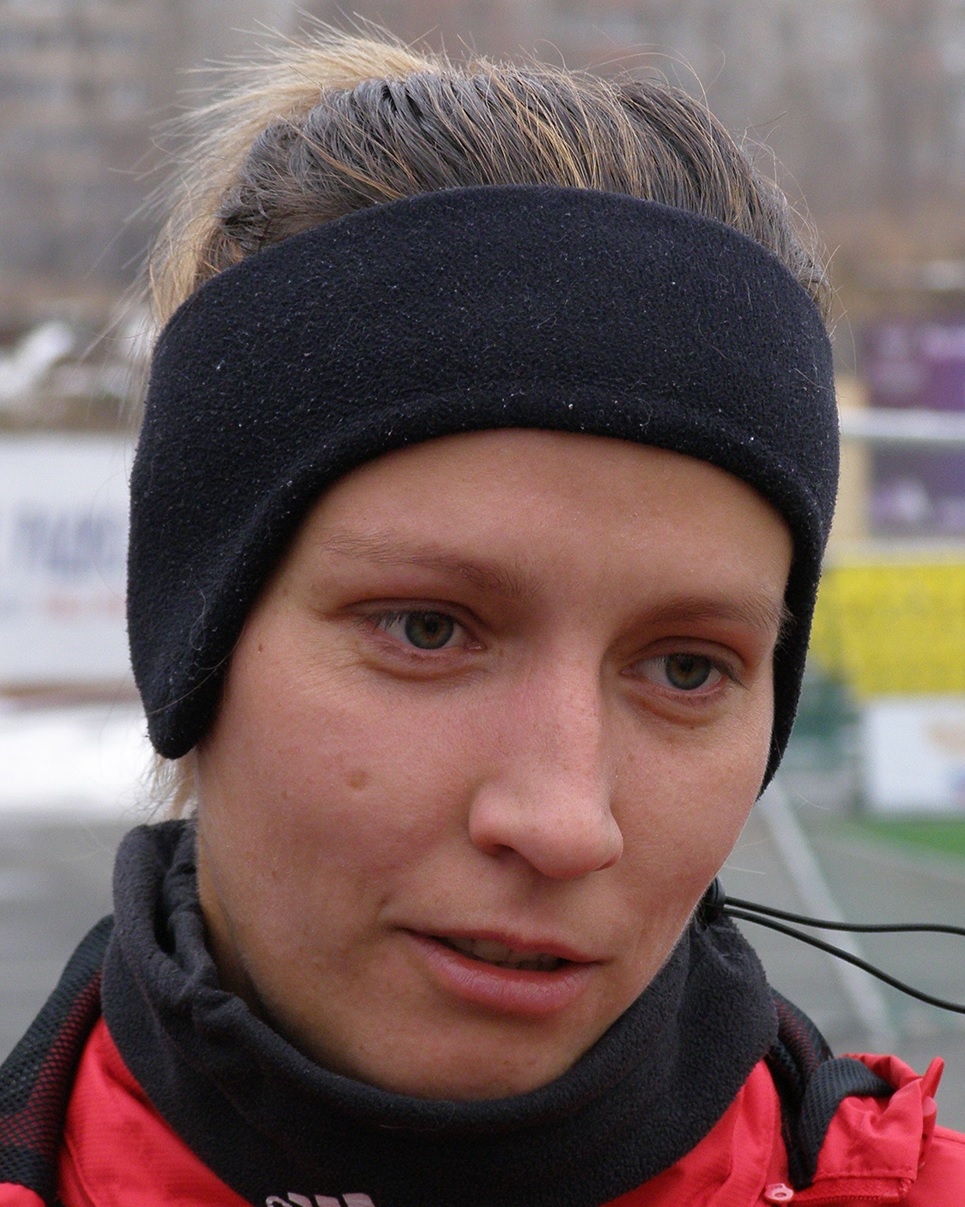
Дарья Апанащенко — одна из самых звёздных футболисток в истории украинского футбола, финалистка Лиги чемпионов 2009 года

В ноябре 2001 года «Легенда» как чемпион Украины предыдущего сезона приняла участие в первом в истории розыгрыше Кубка УЕФА среди женщин (нынешняя Лига чемпионов). На групповом этапе турнира 32 команды были разделены на 8 групп, победители которых выходили в 1/4 финала. Соперниками «Легенды» стали французская «Тулуза (женский футбольный клуб)», шотландский «Эр Юнайтед» и хорватский «Осиек (женский футбольный клуб)». Матчи проходили в шотландском городе Эр. Перед дебютом на евроарене состав черниговской команды пополнила будущая звезда украинского и европейского футбола, 15-летняя нападающая Дарья Апанащенко. В первом матче, в котором «Легенде» противостояла «Тулуза», черниговчанки проиграли со счётом 0:1. Затем «Легенда» сыграла вничью со шотландками (автором первого гола украинок в еврокубках стала Наталья Жданова), а в матче 3-го тура одержала свою первую победу на международном уровне, обыграв «Осиек» со счётом 3:2. В итоге черниговская команда заняла 2-е место в своей группе, а затем вошла в число 16 лучших команд Европы, что в итоге стало для неё самым большим успехом в еврокубках.
В 2002 году Сергея Умена на посту главного тренера сменил Николай Литвин. Из лидеров Чернигов покинула Юлия Карпенкова, зато из «Донецчанки» пригласили талантливую нападающую Юлию Корнеевец — будущую лучшую бомбардиршу в истории «Легенды». В новом сезоне клуб располагал многими высококлассными футболистками, которые впоследствии проявят себя в Европе, а за национальную сборную в отборочных матчах чемпионата мира выступало рекордное количество представительниц Чернигова — 7. Победив в своей группе, «Легенда» в финальном турнире лучших трёх команд опередила «Харьковчанку» и «Донецчанку» и в третий раз подряд стала чемпионом Украины. В еврокубках, однако, на этот раз команда не играла — несмотря на победу в чемпионате предыдущего года, «Легенду» не допустили к участию в Кубке УЕФА из-за отказа клуба уплатить взнос в размере 15 000 швейцарских франков по требованию вице-президента ФФУ Сергея Стороженко. Впрочем, информацию о необходимости уплаты клубами каких-либо взносов за участие в турнире впоследствии опровергла УЕФА. В итоге розыгрыш Кубка УЕФА среди женщин в сезоне 2002/03 прошел без представителя Украины. Несмотря на это, 13 футболисток черниговской команды того сезона сыграли в еврокубках на условиях краткосрочной аренды за азербайджанский «Гёмрюкчю», с которым они заняли 3-е место в групповом турнире Кубка УЕФА.
Розыгрыш Кубка Украины 2002 года состоял из одного финального матча между «Легендой» и «Харьковянкой», ход событий в котором выглядел как своеобразный «футбольный триллер». На 7-й минуте счёт открыла капитан харьковчанок Галина Михайленко, но вскоре Дарья Апанащенко забила 2 мяча в ответ и вывела «Легенду» вперёд. В конце первого тайма экс-черниговчанка Людмила Пекур сравняла счёт. В начале второй половины встречи Михайленко оформила «дубль», однако уже через 5 минут мяч в ответ забила нападающая «Легенды» Корниевец. С 63-й минуты «Харьковчанка» благодаря третьему голу Михайленко снова имела преимущество, которое удерживала до 88-й минуты, когда после интенсивного штурма ворот соперника в исполнении «Легенды» отличилась Жданова. На старте дополнительной тридцатиминутки Апанащенко оформила «хет-трик» и счет стал 5:4 в пользу черниговчанок. Затем в течение нескольких минут арбитр матча, экс-футболистка «Легенды» Виктория Стеценко назначила в ворота своей бывшей команды 2 сомнительных пенальти, однако с обоими ударами с 11-метровой отметки в исполнении Михайленко справилась Ирина Зварич. Возмущённого судейством директора «Легенды» Магеррамова, который пытался высказать свои претензии арбитру и представителям ФФУ, пришлось успокаивать сотрудникам милиции. Тем временем «легендовки» Людмила Лемешко и Юлия Титова установили окончательный счёт — 7:4 в пользу своей команды. Выиграв одновременно чемпионат и Кубок Украины, «Легенда» второй сезон подряд завоевала «золотой дубль».
Перед стартом сезона 2003 года команда потеряла свою лучшую бомбардиршу последних двух лет Галину Иванову и вернула заслуженную ветеранку Наталью Игнатович. Главный тренер «Легенды» Николай Литвин одновременно возглавил национальную сборную Украины, в состав которой снова были вызваны 7 футболисток черниговской команды. В чемпионате «Легенда» легко выиграла свою группу (результаты варьировались от 7:0 до 11:0) и в дальнейшем приняла участие в финальном турнире 7 команд. В первом круге черниговчанки, между прочим, разгромили своего давнего соперника «Донецчанку» со счётом 6:1 (весь 2-й тайм «Легенда» провела в меньшинстве), однако разделили очки с главным конкурентом — «Харьковом» (новое название «Харьковчанки»). Второй круг начался для «Легенды» на фоне значительных проблем с финансированием, поскольку главный спонсор клуба, концерн «Чексил», отказался от его поддержки. Сначала черниговки обновили ряд собственных рекордов в матче с киевским «Атексом» — победа со счётом 19:0, 8 голов в одной игре в исполнении Дарьи Апанащенко и 2 забитых мяча в течение одной минуты. Однако в дальнейшем команда проиграла важный матч против «Харькова» со счётом 0:1 и в итоге заняла 2-е место в чемпионате. В Кубке Украины черниговчанки также уступили харьковчанкам, проиграв финальный поединок со счётом 1:2. По мнению автора книги по истории «Легенды» Александра Волощука, главными причинами неудач команды стали финансовые проблемы и содействие «Харькову» со стороны функционеров Федерации футбола Украины. В частности, в единственном проигранном матче чемпионата сопернику для победы понадобились 2 несомненных пенальти, назначенных в конце каждого тайма. Впрочем, своими голевыми моментами в той встрече черниговцы тоже не воспользовались.

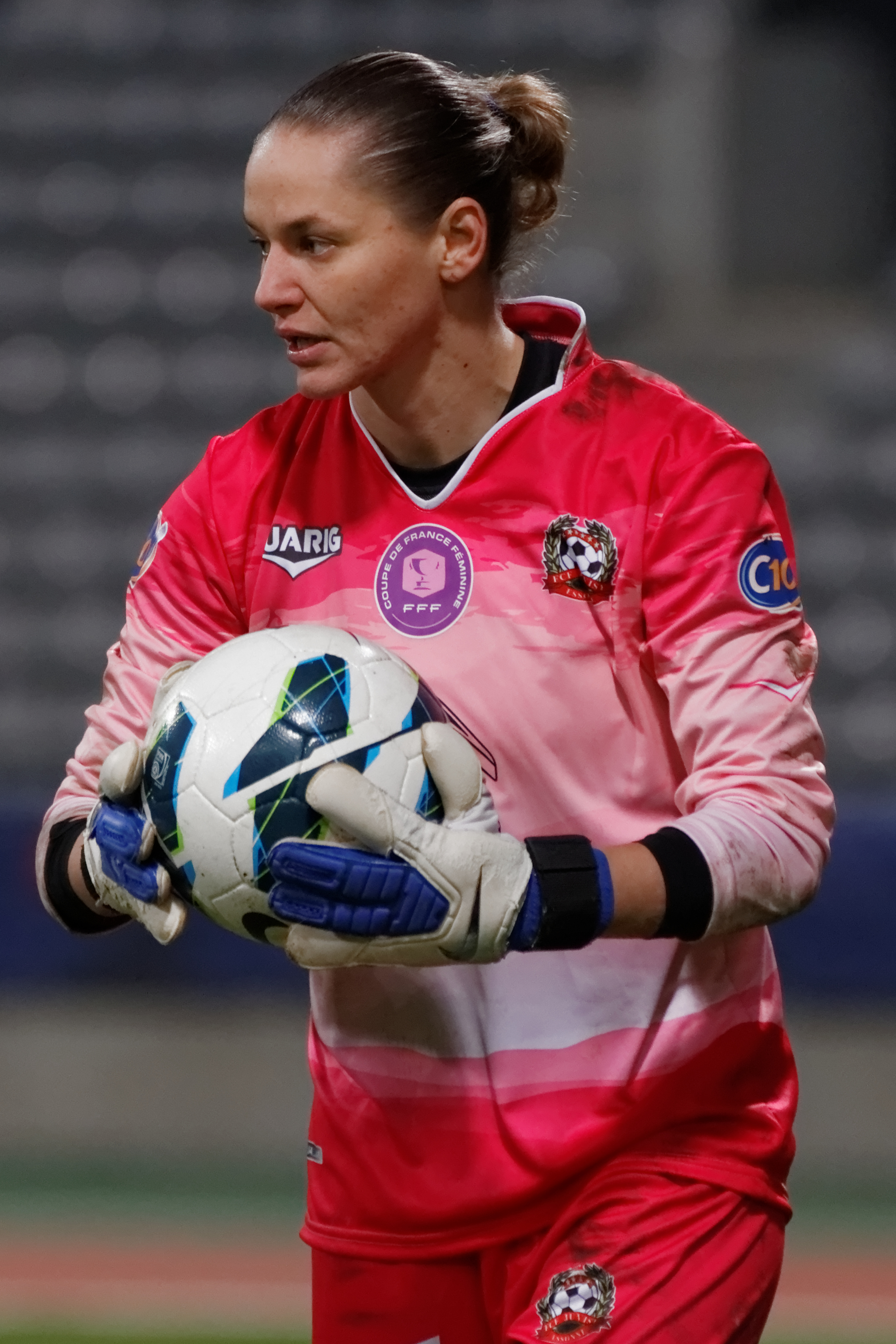
Ирина Зварич — основной вратарь «Легенды» в течение первых трёх чемпионских сезонов, лучшая футболистка Украины 2012—2013 годов

В августе 2003 года «Легенда» приняла участие в групповом турнире Кубка УЕФА. На этот раз еврокубки впервые в истории принимал Чернигов. «Легенда» победила израильский «Маккаби» (4:0) и финский «Юнайтед» (2:0), однако уступила со счётом 0:3 фавориту группы, шведскому «Мальмё». Заняв 2-е место в одной из 8 групп, черниговская команда не прошла в 1/4 финала, однако повторила свой лучший результат в еврокубках и снова вошла в число 16 лучших команд Европы.

### Победа в Открытом Кубке Италии (2004—2006)
В 2004 году на должность главного тренера «Легенды» вернулся Сергей Умен. Команда потеряла нескольких ведущих футболисток — вратаря Ирину Зварич, защитника Наталью Жданову и лучшего бомбардира предыдущего сезона Дарью Апанащенко, которые перешли в российскую «Энергию» (Воронеж). В дальнейшем Апанащенко — финалистка Лиги чемпионов и семикратная лауреатка премии «Футболистка года в Украине». В июне «Легенда» впервые приняла участие в Открытом Кубке Италии — престижном международном турнире, который проводился по инициативе Итальянской федерации футбола и по первоначальному замыслу должен был стать вторым по значимости женским еврокубком по образцу нынешней Лиги Европы, однако официального признания со стороны УЕФА в итоге не получил. По результатам выступлений на полях провинции Венеция «Легенда» заняла 3-е место в группе A, обыграв со счётом 3:1 женскую команду римского «Лацио» и уступив итальянскому «Торрес Терра Сарда» (0:2) и нидерландскому «Саестуму» (0:1). Во всеукраинских турнирах после потери нескольких лидеров «Легенда» существенно уступала «Металлисту» (название харьковской команды после очередного «ребрендинга»). По итогам сезона черниговчанки снова заняли 2-е место в чемпионате и проиграли харьковчанкам в финале Кубка Украины со счётом 1:3. После завершения сезона «Легенду» покинула капитан команды 2001—2003 годов Людмила Лемешко.
Сезон 2005 года стал одним из лучших в истории «Легенды» — команда завоевала все трофеи на всеукраинской арене, получила первые весомые награды на международном уровне и установила ряд командных и личных рекордов. Сначала черниговки победили в дебютном розыгрыше Зимнего первенства Украины. Не имела себе равных «Легенда» и в чемпионате Украины — 15 побед в 16 матчах с разницей мячей + 100, ни одного поражения и в итоге 4-й в истории чемпионский титул для Чернигова. В игре с херсонской «Южанкой» «Легенда» оформила свою самую крупную победу в чемпионате Украины — 20:0, а нападающая Юлия Корнеевец забила рекордное количество мячей в одном матче — 10. В финале Кубка Украины «Легенда» одолела своего уже традиционного соперника из Харькова, который в новом сезоне получил название «Арсенал» (1:1, по пенальти — 4:3). Черниговчанкам удалось превзойти харьковчанок во всех турнирах, несмотря на то, что в составе «Арсенала» выступало 5 футболисток, которые были лидерами «Легенды» предыдущих лет. По итогам года Юлия Корнеевец стала лучшей бомбардиркой чемпионата Украины и рекордсменкой черниговской команды по количеству голов в течение сезона в лиге (34) и во всех официальных матчах (37).
В июне 2005 года «Легенда» отправилась в Ломбардию для участия в очередном розыгрыше Открытого Кубка Италии. Первый матч группового этапа против итальянской «Аталанты» завершился вничью — уже на 2-й минуте счёт открыла черниговчанка Елена Ходырева, а соперник, имея численное преимущество на протяжении почти всего второго тайма, забил мяч в ответ только в конце поединка. В следующей игре «Легенда» со счётом 7:0 разгромила австрийский «Тироль» («хет-триком» отличилась Корнеевец) и благодаря лучшей, чем у «Аталанты», разнице мячей заняла 1-е место в группе и вышла в полуфинал. Впрочем, в матче с «Тиролем» получила красную карточку и дисквалификацию на следующую игру Надежда Баранова — единственная вратарь, находившаяся с «Легендой» в Италии, поэтому в дальнейшем ворота пришлось защищать одной из полевых игроков. Это сказалось на результате полуфинального матча, в котором черниговская команда со счётом 1:4 проиграла российской «Ладе» (один из мячей забила капитан россиянок, бывшая «легендовка» Татьяна Чёрная).
В матче за 3-е место в Кубке Италии соперником «Легенды» стала датская «Фортуна» (Йорринг) — одна из сильнейших команд турнира, финалист Кубка УЕФА 2003 года. Игра проходила на расположенном в низине стадионе городка Поццоленго при крайне неблагоприятных погодных условиях — температура воздуха достигала 38 градусов. По воспоминаниям главного тренера «Легенды» Сергея Умена, в первом тайме его подопечным с трудом удалось сдержать атаки соперника, однако они потратили много сил и на перерыв ушли в крайне истощенном состоянии. Перед выходом на вторую половину игры Умен обратился к футболисткам, призвав их, несмотря на усталость, проявить характер — соперницы, мол, не железные и тоже не выдержат и выдохнутся. Данки действительно начали уставать и уменьшили давление на ворота «Легенды», а украинки, наоборот, поверили в свои силы и проявили волю к победе. На 82-й минуте нападающая «Легенды» Ия Андрущак пасом в разрез вывела на ударную позицию Юлию Корнеевец, которая точным ударом зафиксировала победу своей команды — сил, чтобы отыграться, у футболисток «Фортуны» уже не было. По воспоминаниям Сергея Умена, организаторы турнира настолько были уверены в победе датской команды, что сначала вручили «Легенде» награду за 4-е место, поэтому представителям украинской команды пришлось объяснять, что бронзовыми призёрами Кубка Италии стали именно они. По словам Умена, «Легенда» тех времён остается для него «эталоном сплоченности, воли, силы духа и игровой дисциплины».

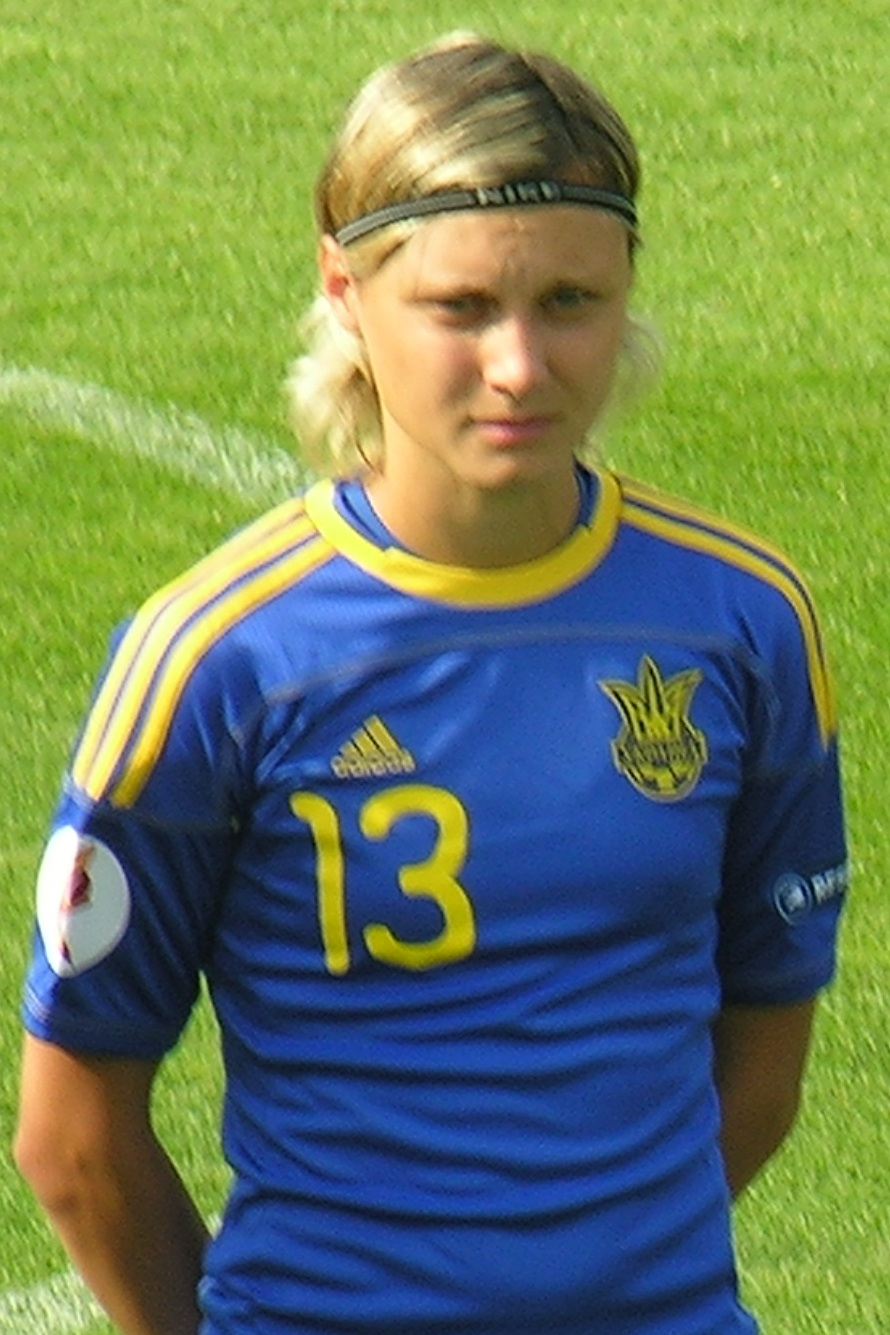
Юлия Корнеевец — лучший бомбардир в истории «Легенды» (148 голов в 142 матчах), рекордсменка клуба по количеству забитых мячей в течение сезона (37) и в одной игре (10)

В межсезонье в российский чемпионат перешла капитан команды и лучшая на тот момент бомбардирша «Легенды» Елена Ходырева, однако из Харькова вернулась защитница Наталья Жданова. В феврале команда приняла участие в Зимнем первенстве, где заняла 2-е место. По новому регламенту чемпионата Украины 10 участников сначала сыграли между собой в 2 круга, а затем 4 лучших из них разыграли между собой чемпионский титул, причём итоговый результат определялся исключительно на основе матчей четвёрки лидеров между собой на обоих этапах чемпионата. Предварительный этап «Легенда» завершила на 1-м месте, однако в дальнейшем на фоне очередных финансовых проблем провалила концовку финального этапа и финишировала второй после «Харькова». В финале Кубка Украины черниговчанки также уступили харьковчанкам, проиграв со счётом 0:2.
В 2006 году «Легенда» в очередной раз приняла участие в Открытом Кубке Италии, который на этот раз проводился на юге страны в регионе Калабрия. В своей группе черниговцы заняли 1-е место, обыграв итальянский «Сенини» (1:0) и сербский «Масинац» (2:1). В полуфинале соперником «Легенды» стал уже знакомый черниговцам «Торрес Терра Сарда», обладатель Открытого Кубка Италии 2004 года. В напряженном противостоянии победу одержала украинская команда, а единственный мяч мощным ударом в «девятку» со штрафного с расстояния 26 метров забила белорусская легионерка «Легенды» Виктория Крылова, которая отличилась на турнире в третьей игре подряд.
В финальном матче Открытого Кубка Италии, который состоялся в городе Реджо-ди-Калабрия на стадионе «Оресте Гранилло», «Легенде» противостоял российский клуб «Лада» — победитель турнира предыдущего года, который в тот раз на пути к финалу обыграл именно команду из Чернигова. Основное время поединка победителя не выявило — сначала ворота своей бывшей команды поразила белорусская нападающая «Лады» Людмила Кузнецова, а затем счёт сравняла полузащитница «Легенды» Ирина Бондаренко. В серии послематчевых пенальти особенно отличилась вратарь черниговской команды Надежда Баранова, которая не пропустила ни одного мяча и отразила 3 удара (ещё один пролетел мимо ворот). В составе «Легенды» пенальти реализовали Жданова и Лишафай, промахнулись Мильчевская (стойка) и Игнатович (перекладина). Одержав в серии одиннадцатиметровых ударов победу со счётом 2:0, украинская команда стала обладателем Открытого Кубка Италии, а Надежду Баранову признали лучшей вратаршей турнира. Победа в «Итальянском Кубке» стала для «Легенды» самым весомым достижением на международном уровне и остается самым выдающимся успехом женского клубного футбола Украины в целом.
В августе 2006 года на черниговских стадионах имени Юрия Гагарина и «Текстильщик» состоялись матчи квалификационного раунда Кубка УЕФА. В одну группу с «Легендой» попали израильский «Маккаби» (Холон), который уже гостил в Чернигове в 2003 году, греческий ПАОК и кипрский АЕК «Коккинохорион». Разгромив поочередно киприоток (4:0 — своеобразный успех для гостей, которые в своей предыдущей встрече в еврокубках с представительницами Украины проиграли харьковскому «Арсеналу» со счётом 0:20), гречанок (5:0) и израильтянок (3:0), черниговки уверенно заняли 1-е место и прошли в следующую стадию. Однако визит в Норвегию, где были сыграны матчи группового этапа, оказался для «Легенды» неудачным — поражения от двукратного обладателя Кубка УЕФА, шведского «Умео» (0:2) и от хозяев поля, норвежского «Колботна» (1:2) и неожиданный разгром со счётом 0:5 в матче против «Эспаньола», которая по своему уровню отнюдь не принадлежала к фаворитам. Проиграв все три матча группового этапа, «Легенда» заняла последнее место в группе и прекратила выступления в еврокубках. Впрочем, поскольку тогдашний групповой турнир Кубка УЕФА состоял только из 4 групп, черниговская команда в третий раз в своей истории оказалась среди 16 лучших команд Европы, а в рейтинге УЕФА заняла 15-е место.

### Непродолжительный спад и возвращение на вершину (2007—2011)

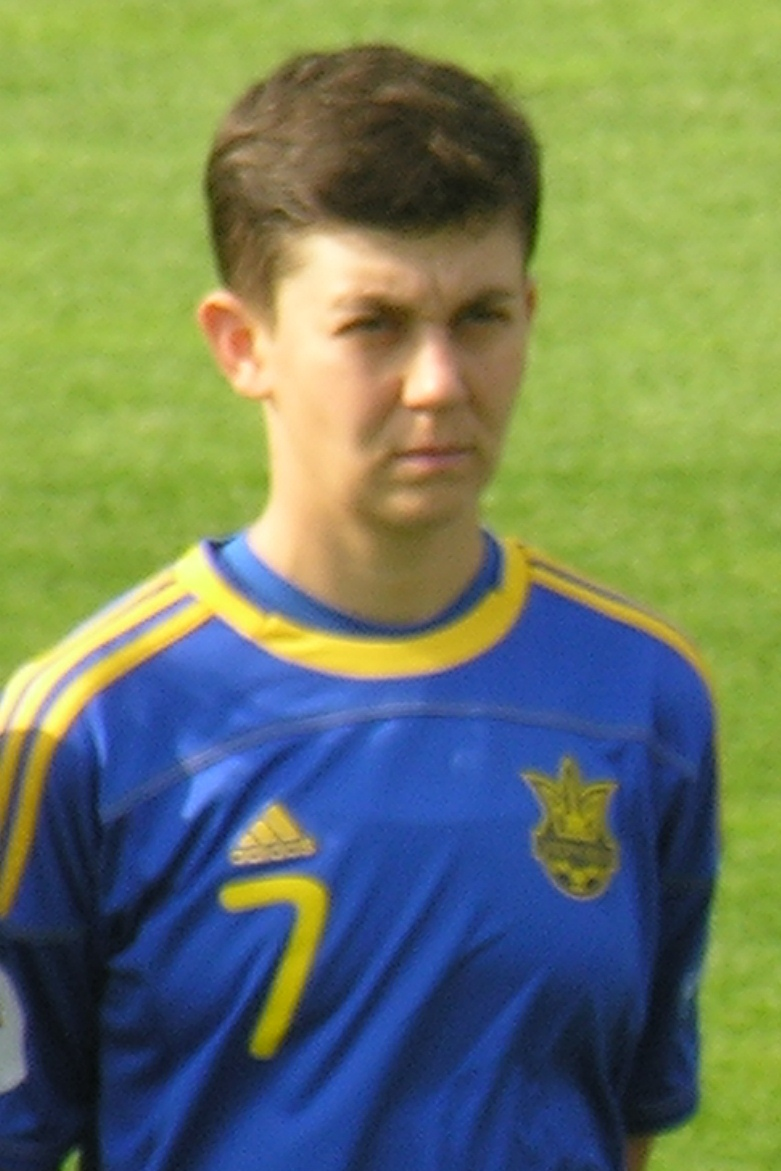
Елена Ходырева — лидер команды на протяжении многих сезонов, вторая в истории «Легенды» по количеству забитых мячей (107)

В сезоне 2007 года вместо Сергея Умена, который перешёл работать тренером вратарей в российский клуб «Россиянка», новым главным тренером «Легенды» стал Владимир Жилин. Команда потеряла нескольких важных футболисток, в частности в российскую «Звезду-2005» перешли Надежда Баранова и Алла Лишафай. В то же время средств для усиления состава и даже на проведение полноценных учебно-тренировочных сборов у клуба не было. В чемпионате Украины после завершения предыдущего этапа «Легенда» находилась на 2-м месте, уступая только новому лидеру, калушскому «Нефтехимику», и существенно опережая харьковский «Жилстрой-1». Однако на финальном этапе команда в очередной раз растеряла всё преимущество над преследователем и в итоге финишировала на 3-м месте, уступив не только чемпиону — «Нефтехимику», но и харьковчанкам. После последнего матча чемпионата Жилин ушёл в отставку. Под руководством Валерия Третьякова, которому поручили исполнение обязанностей главного тренера, команда вышла на финальную игру Кубка Украины, в которой проиграла «Жилстрою-1» со счётом 4:5, пропустив решающий гол на последних минутах.
В 2008 году команду в должности главного тренера возглавил Сергей Сапронов — легендарный футболист черниговской «Десны», её рекордсмен по количеству сыгранных матчей. Его помощницей стала Наталья Игнатович, которая завершила карьеру футболистки, отыграв за «Легенду» рекордное количество матчей — 279. Вместо лидеров, покинувших «Легенду» в последние годы, клуб приглашал талантливых футболисток, таких как нападающая Ольга Бойченко и вратарь Екатерина Самсон. Постепенно в Чернигове формировалась команда, способная снова побороться за высшие места. В сезоне 2008 года «Легенда» вернула себе статус одной из двух сильнейших команд Украины, однако всё ещё уступала «Жилстрою-1». В чемпионате команда заняла 2-е место, а в финале Кубка Украины проиграла харьковчанкам со счётом 1:2. Также «Легенда» стала серебряным призёром Зимнего первенства, во время розыгрыша которого, в частности, победила луганскую «Зарю» с рекордным для себя счетом 26:0. В 2008 году впервые проводился опрос для определения лучшей футболистки Украины, победу в котором одержала воспитанница черниговской команды Надежда Баранова.
С 2008 года домашней ареной сборной Украины, в составе которой играли преимущественно воспитанницы «Легенды», стал черниговский стадион имени Юрия Гагарина. 30 октября 2008 года в Чернигове состоялся ответный матч плей-офф за выход на Евро-2009, в котором сборная Украины победила Словению и впервые в своей истории получила право на участие в финальной части чемпионата Европы.
Перед стартом сезона 2009 года «Легенда» значительно усилилась. Вернулась в Чернигов и снова получила капитанскую повязку Елена Ходырева. Также команду пополнили несколько ведущих футболисток прекратившего существование «Нефтехимика», в частности фланговая полузащитница Ольга Маслянко и нападающая Оксана Яковишин. В чемпионате «Легенда» уверенно лидировала. Разгромив в матче второго круга «Жилстрой-1» со счётом 3:0 (отличились Маслянко и дважды — Яковишин), черниговская команда фактически обеспечила себе титул чемпиона Украины и официально оформила его за 2 тура до завершения сезона. Вернула себе «Легенда» и Кубок Украины, обыграв «Жилстрой-1» в финальном матче (единственный мяч в дополнительное время забила Ходырева).

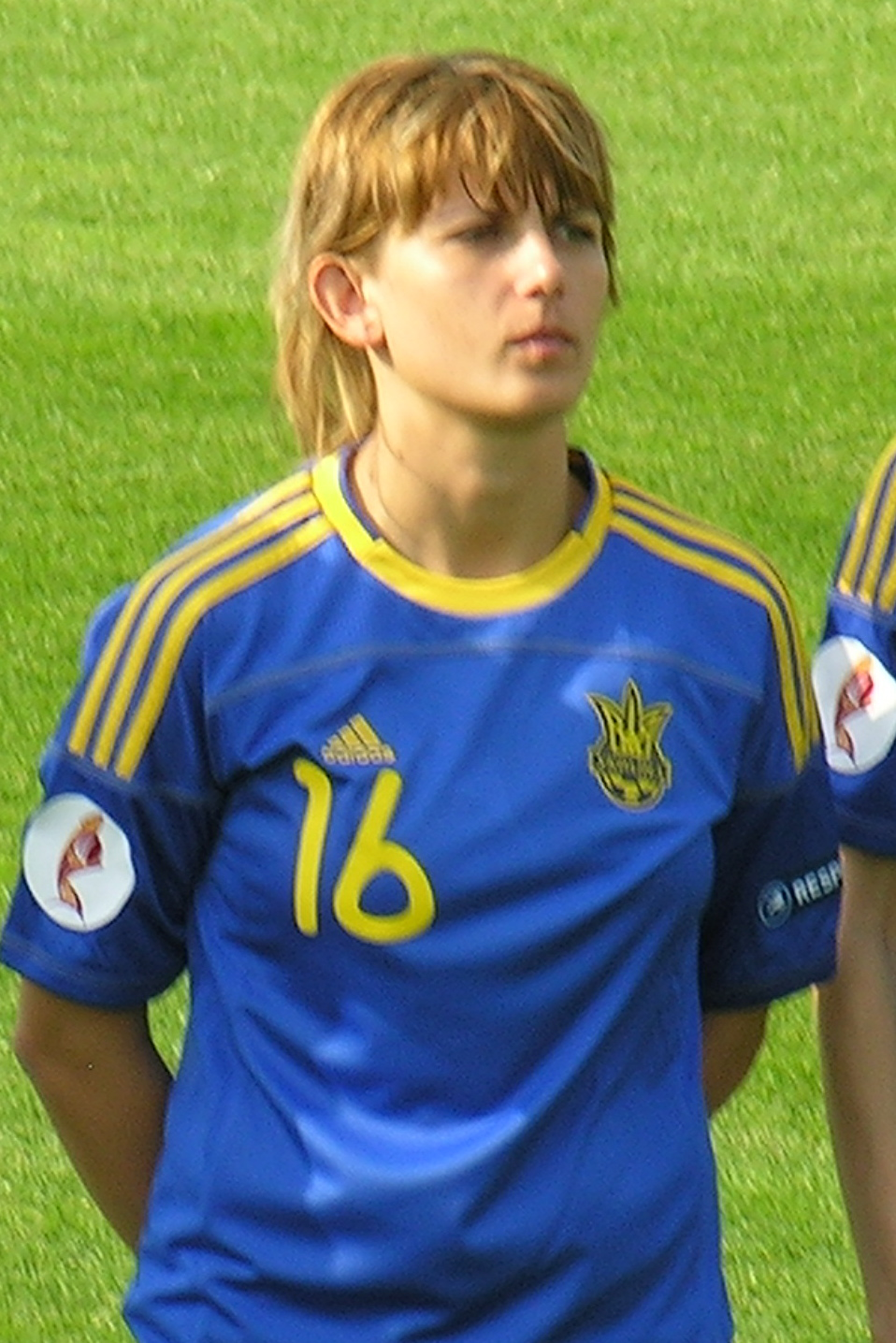
Алла Лишафай — одна из лучших воспитанниц «Легенды», участница Евро-2009 и финалистка Лиги чемпионов

В августе 2009 года 4 футболистки «Легенды» — Екатерина Самсон, Елена Ходырева, Ольга Бойченко и Оксана Яковишин, отправились в составе сборной Украины в Финляндию для участия в чемпионате Европы. На групповом этапе Украина обыграла хозяев поля, Финляндию, и уступила Дании и Нидерландам, заняв в результате последнее, 4-е место в одной из трёх групп. С учётом набранных очков сборная Украины стала 10-й командой Европы, что стало для неё высшим достижением в истории. Во всех матчах Евро-2009 сыграли 3 футболистки «Легенды» (Ходырева, Яковишин и Бойченко), также в стартовом составе на поле выходили 8 ее воспитанниц, представлявших другие клубы (Надежда Баранова, Ирина Зварич, Алла Лишафай, Татьяна Чёрная, Людмила Пекур, Наталья Зинченко, Вера Дятел и Дарья Апанащенко).
2009 год ознаменовался ещё одним значительным успехом воспитанниц «Легенды» — 6 из них (Баранова, Лишафай, Зинченко, Дятел, Апанащенко и Ходырева) стали финалистками Лиги чемпионов сезона 2008/09 в составе российской «Звезды-2005» . Пятеро бывших «легендивок» сыграли в обоих финальных матчах главного европейского футбольного турнира среди женских команд, где уступили немецкому «Дуйсбургу» (0:6, 1:1). О весомом влиянии воспитанниц черниговского футбола в ведущих клубах тогдашней России свидетельствует список 33 лучших футболисток российского чемпионата по итогам сезона 2009 года, в который вошли 8 бывших игроков «Легенды».
В сезоне 2010 года клуб осуществил ряд мощных трансферов — в «Легенду» вернулись лидеры предыдущих лет, футболистки сборной Украины Людмила Лемешко, Алла Лишафай и Юлия Ващенко (Карпенкова). Из «Жилстроя-1» в Чернигов переехала опытная нападающая Галина Михайленко, известная своими выступлениями за команды Донецка и Харькова. В результате состав команды оказался настолько сильным, что её успеху в национальном первенстве не помешала даже неожиданная потеря в середине сезона Ходыревой и Бойченко, которые, несмотря на наличие действующих контрактов, решили перейти в пермскую «Звезду-2005». По итогам сезона «Легенда» второй год подряд опередила «Жилстрой-1» и в шестой раз стала чемпионом Украины — на тот момент это был рекорд по количеству чемпионских титулов. В Кубке Украины команда в очередной раз достигла финала, однако проиграла «Жилстрою-1» со счётом 2:3. Как чемпион Украины предыдущего сезона «Легенда» приняла участие в Лиге чемпионов, начав турнир сразу со стадии 1/16 финала. Соперником черниговчанок стал российский клуб «Россиянка» (Красноармейск), за который выступали бывшие «легендовки» Зварич и Чёрная. Накануне еврокубков «Легенда» дополнительно усилилась участницей Евро-2009, полузащитницей Натальей Сухоруковой из польского «Медика». Первая игра проходила в Чернигове. «Легенда» удачно начала матч, открыв счёт на 32-й минуте, однако в течение второго тайма россиянки забили трижды и победили. Выезд в Россию на ответный матч завершился разгромом черниговской команды со счётом 0:4.
В сезоне 2011 года команда потеряла нескольких опытных футболисток — Лемешко, Лишафай и Яковишин перешли в российские клубы, Крылова на год приостановила выступления в связи с рождением ребенка, а Михайленко завершила карьеру. В мае «Легенда» побывала в Иране, где сыграла два товарищеских матча против национальной сборной этой страны (4:2 и 2:2). После возвращения на Украину команда начала выступления в очередном розыгрыше чемпионата и после завершения первого круга возглавила турнирную таблицу, не пропустив ни одного мяча. Во время перерыва в чемпионате состоялся розыгрыш Кубка Украины, в котором «Легенда» вышла в финал, где встретилась с «Жилстроем-1». Основное и дополнительное время матча завершились со счётом 1:1, а в серии пенальти лучшими оказались харьковчанки — 3:4. В августе «Легенда» отправилась на Кипр, где приняла участие в квалификационном раунде Лиги чемпионов. Черниговчанки обыграли валлийский «Суонси Сити» (2:0) и люксембургский «Прогресс» (8:0, рекордная победа «Легенды» в еврокубках), однако проиграли со счетом 1:2 кипрскому «Аполлону» — на этот раз островную страну представляла значительно более сильная команда, в составе которой выступали 8 футболисток сборной Румынии и лучшая бомбардирша сборной Болгарии. В итоге черниговская команда заняла 2-е место в своей группе и прекратила выступления в Лиге чемпионов. Во втором круге чемпионата «Легенда» уступила со счётом 1:2 в важном матче против «Жилстроя-1» и в результате проиграла ему борьбу за чемпионство, закончив сезон на 2-м месте. Лучшей бомбардиркой чемпионата Украины стала нападающая черниговской команды Юлия Корнеевец, которая забила 18 мячей.
Завоевав в период с 1992 по 2011 годы 6 чемпионских титулов и 4 национальных Кубка, «Легенда» стала самым титулованным женским футбольным клубом Украины по итогам первых двух десятилетий после провозглашения независимости.

### Потеря лидерского статуса и исчезновение (2012—2018)

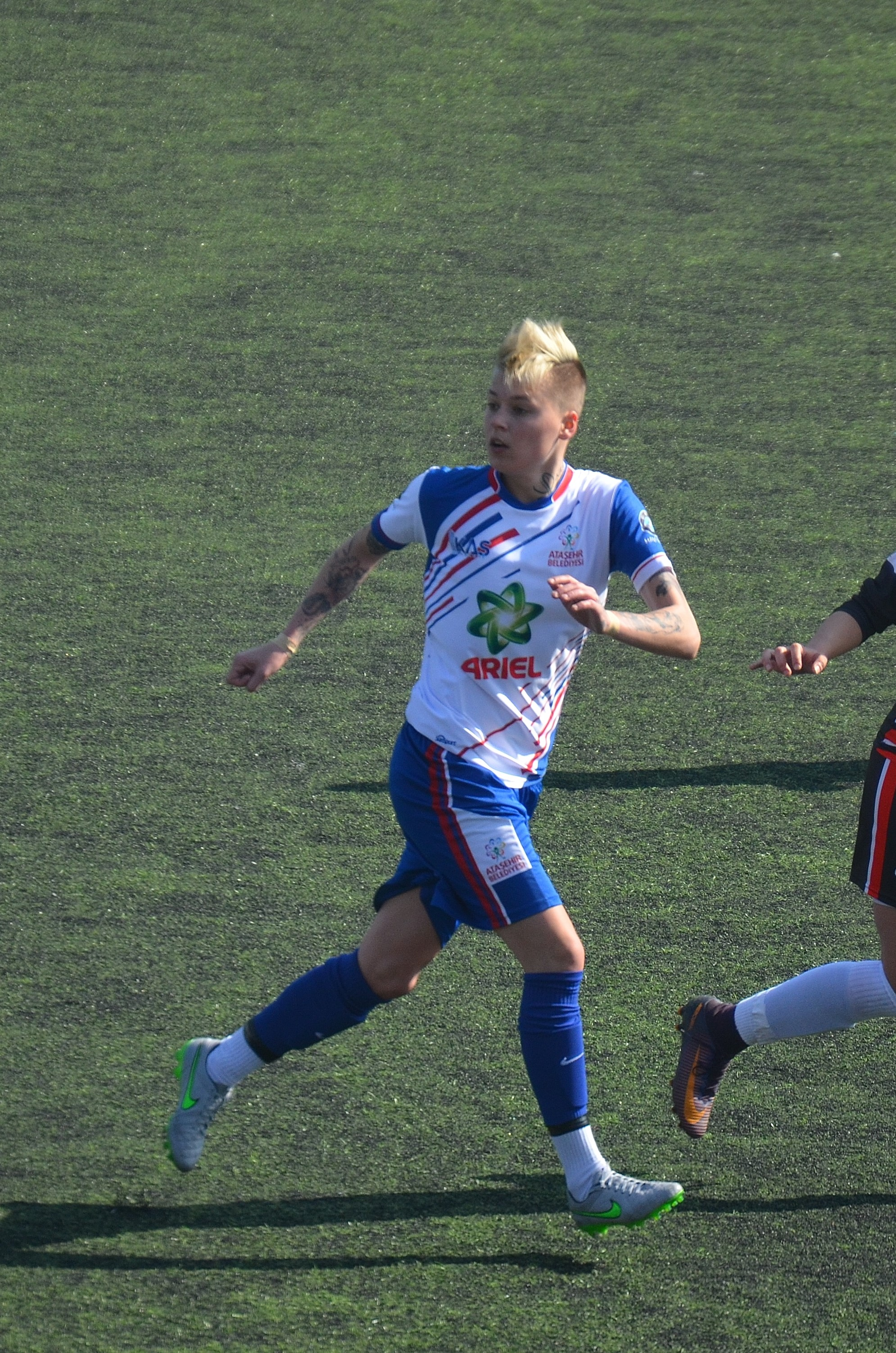
Татьяна Козиренко — лучшая молодая футболистка Украины 2012 года, автор самого быстрого гола «Легенды» (35-я секунда)

В 2012 году уровень команды значительно снизился в результате очередной потери ряда футболисток основного состава — её покинули, в частности, Юлия Ващенко (Карпенкова), Екатерина Самсон, Наталья Сухорукова и лучшая бомбардирша в истории клуба Юлия Корнеевец. Из-за отсутствия надлежащего финансирования приглашать в команду пришлось преимущественно малоопытных воспитанниц клубной академии. Вскоре после старта сезона Сергея Сапронова на посту главного тренера заменил один из его помощников, Владимир Кулик. В результате «Легенда» оказалась среди «середняков» и впервые после 1996 года осталась без медалей, заняв 4-е место среди 8 участников чемпионата Украины. В Кубке Украины команда впервые за последние 15 лет не попала в финал, остановившись на стадии 1/4. Впервые за время независимой Украины ни одна представительница «Легенды» не была вызвана в национальную сборную.
В феврале 2013 года «Легенда» во второй раз стала победителем Зимнего первенства Украины, обыграв «Жилстрой-1» в полуфинале (1:0) и «Донецчанку» — в финальном матче (0:0, по пенальти — 4:3). В чемпионате Украины черниговская команда вернула себе статус одного из лидеров, однако значительно уступала «Жилстрою» и финишировала 2-й. В Кубке Украины «Легенда» вышла в финал, где проиграла «Жилстрою-1» со счётом 0:3.
В 2014 году на должность главного тренера «Легенды» вернулся Сергей Сапронов. В сезоне 2014 года за чемпионский титул боролись уже 2 харьковские команды — «Жилстрой-1» и «Жилстрой-2», а «Легенда» заняла место, которое фактически было для неё тогда максимально возможным — 3-е. Ещё до завершения сезона Сапронов покинул команду, и в последних нескольких матчах обязанности главного тренера временно исполнял Юрий Грузнов. В Кубке Украины «Легенда» второй год подряд вышла в финал, где проиграла «Жилстрою-1» со счётом 2:4.

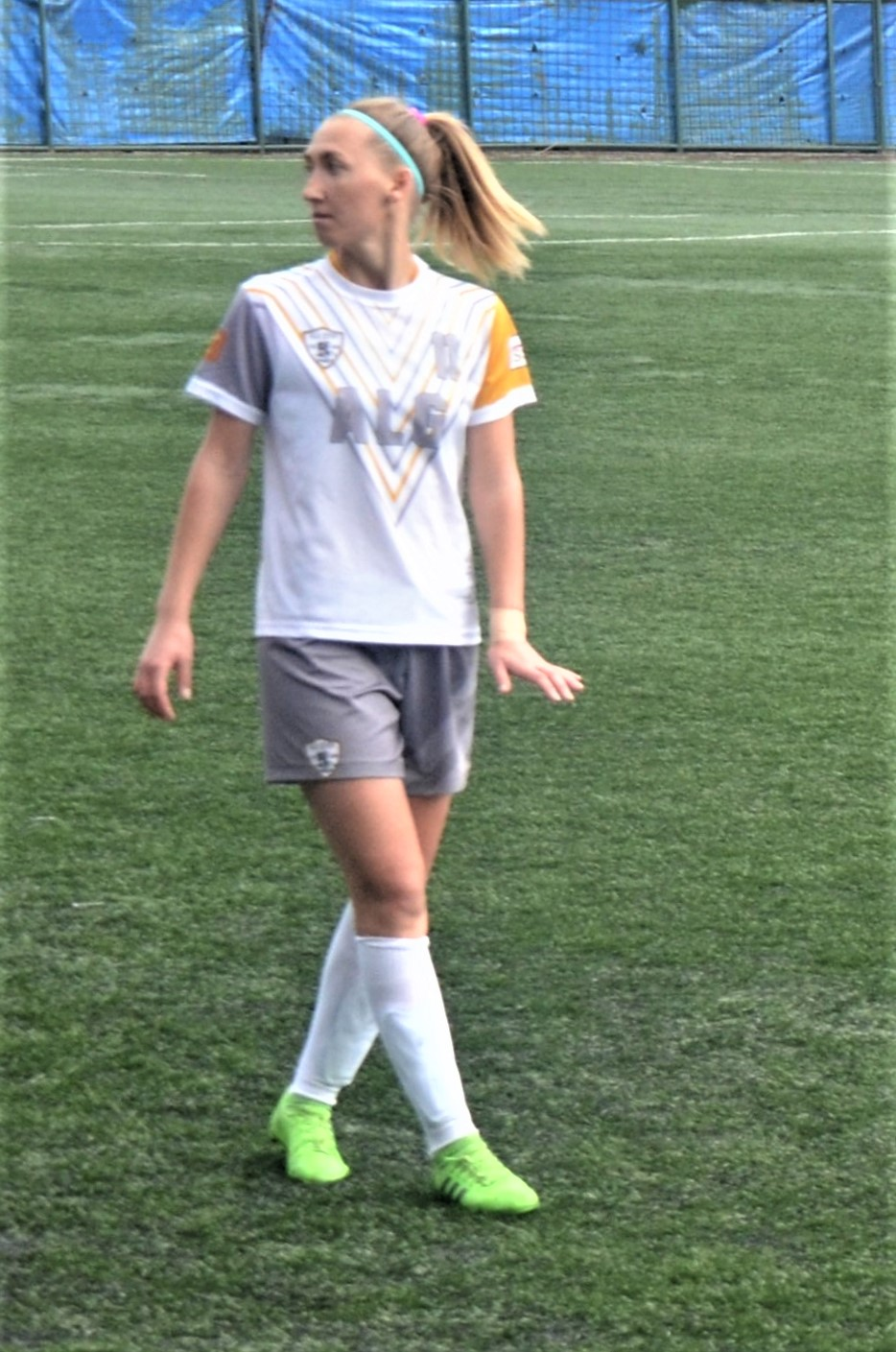
Людмила Шматко — лучший бомбардир «Легенды» в сезоне 2017 года

В сезоне 2015 года команду снова возглавил Владимир Кулик. Фаворитом чемпионата Украины был «Житлобуд-1», а «Легенда» соревновалась с «Жилстроем-2» за серебряные медали. Черниговская команда начала сезон с 5 побед подряд, обыграв, в частности, главного конкурента, и завершила первый круг на 2-й позиции. После поражения от «Жилстроя-2» во второй половине чемпионата «Легенда» временно переместилась на 3-е место, однако в дальнейшем выиграла все матчи национального первенства, в частности встречу последнего тура против «Жилстроя-1», который уже обеспечил себе золотые медали, и завоевала свой 10-й титул вице-чемпиона Украины. Зато в финале Кубка Украины черниговчанки разгромно проиграли «Жилстрою-1» со счётом 0:4. Впервые после 4-летнего перерыва в сборную Украины вызвали футболисток «Легенды» — Татьяну Козыренко и Ирину Кочневу.
В сезоне 2016 года борьбу за чемпионство вели оба харьковских «Жилстроя» (обладателем титула впервые стал «Жилстрой-2»). «Легенда», со своей стороны, превосходила все другие команды и завоевала «бронзу». Лучшей бомбардиркой Высшей лиги стала нападающая «Легенды» и сборной Украины Тамила Химич, которая отличилась в воротах соперников 16 раз. В Кубке Украины черниговская команда в четвёртый раз подряд достигла финала, где уступила «Жилстрою-1» со счётом 1:4.
В связи с запланированным переводом чемпионата Украины среди женщин на систему «осень-весна» сезон Высшей лиги 2017 года разыгрывался в один круг в течение первого полугодия, а Кубок Украины не проводился. По итогам переходного чемпионата «Легенда» второй раз подряд заняла 3-е место.
Во второй половине 2010-х годов в женском футболе Украины окончательно утвердилась гегемония двух харьковских команд, которые значительно превосходили всех остальных по классу футболисток и уровню финансового обеспечения. По итогам сезона 2017/18 «Легенда» в третий раз подряд стала бронзовым призёром чемпионата Украины. Лучшей бомбардиркой команды в лиге стала нападающая Мария Михайлюк, которая забила 18 мячей, 9 из которых — в матче против киевского «Атекса» (17:0). Также черниговчанки выиграли серебряные медали Зимнего первенства Украины, уступив в финале «Жилстрою-2» (0:0, по пенальти — 5:6). В Кубке Украины «Легенда» в пятый раз подряд вышла в финал, где потерпела самое разгромное поражение в своей истории — 0:8 от «Жилстроя-1». Этот матч стал для черниговской команды последним — после завершения сезона она прекратила существование из-за финансовых проблем. На тот момент это был единственный украинский женский футбольный клуб, который непрерывно выступал в регулярных турнирах начиная с первого розыгрыша чемпионата СССР 1989 года. «Легенда» остается одним из самых титулованных клубов в истории женского футбола Украины — по количеству завоеванных чемпионских титулов и национальных кубков она уступает только «Жилстрою-1».

## Основные сведения

### Названия
- 1987—1988: СК «Полесье»
- 1988—1993: «Легенда»
- 1994—2003: «Легенда-Чексил»[71][72][73]
- 2003—2008: «Легенда»
- 2009—2018: «Легенда-ШВСМ»[74]

### Символика
Клуб не имел традиционных цветов и на протяжении своей истории выступал в разноцветных комплектах формы. В 1990 году «Легенда» получила первую эмблему — буква «Л», стилизованная в виде рулона ткани, футбольный мяч и надпись по кругу «Футбольный клуб „Легенда“». На предматчевых программках 1994—1995 годов встречается клубная эмблема с изображением сирены из древнегреческой мифологии. Позже была утверждена новая эмблема клуба, выполненная в черно-белых цветах. В середине круга размещались буква «Л» и футбольный мяч, по кругу — надпись латиницей «FC „Legenda“ Chernihiv».

### Руководство и спонсоры
| 1991—1995 | → Андрей Янчук      |
| 2003—2018 | Владимир Магеррамов |

Основатель и первый спонсор команды — Черниговский камвольно-суконный комбинат, впоследствии переименованный в КСК «Чексил». В 1990 году «Легенда» первой среди женских команд СССР получила статус профессионального (по тогдашней терминологии — «хозяйственно-рассчётного») футбольного клуба. Председателем, а с 1991 года — первым президентом «Легенды» стал Андрей Янчук. Несмотря на высокие результаты клуба, его материальная составляющая значительно уступала спортивной, и финансовые сложности возникали регулярно, даже во время чемпионских сезонов. В 1995 году «Легенда» едва не прекратила существование, однако команду тогда удалось спасти совместными усилиями нового генерального директора клуба Владимира Магеррамова, руководства концерна «Чексил» и черниговского предпринимателя Александра Атрощенко. В 2003 году произошел новый финансовый кризис из-за отказа КСК «Чексил» от дальнейшей поддержки клуба. К финансированию «Легенды» присоединились городские и областные власти, а Владимир Магеррамов занял пост президента клуба. Впрочем, как и раньше, уровень финансового обеспечения оставался недостаточным. К тому же, даже несмотря на высокий уровень собственной академии, «Легенда» не могла существовать благодаря трансферам своих воспитанниц, поскольку они обычно соглашались только на краткосрочные контракты с клубом и в дальнейшем покидали его как свободные агенты. В результате от переходов своих футболисток в другие клубы «Легенда» получала лишь незначительную компенсацию за их воспитание. С 2009 года базовым источником финансирования «Легенды» стала Черниговская областная школа высшего спортивного мастерства по игровым видам спорта, а к её названию добавилось соответствующее приложение «ШВСМ». Дополнительно команду поддерживали Черниговский городской совет, Черниговская областная государственная администрация и Коммунальное предприятие «Черниговводоканал».

### Академия и молодёжная команда

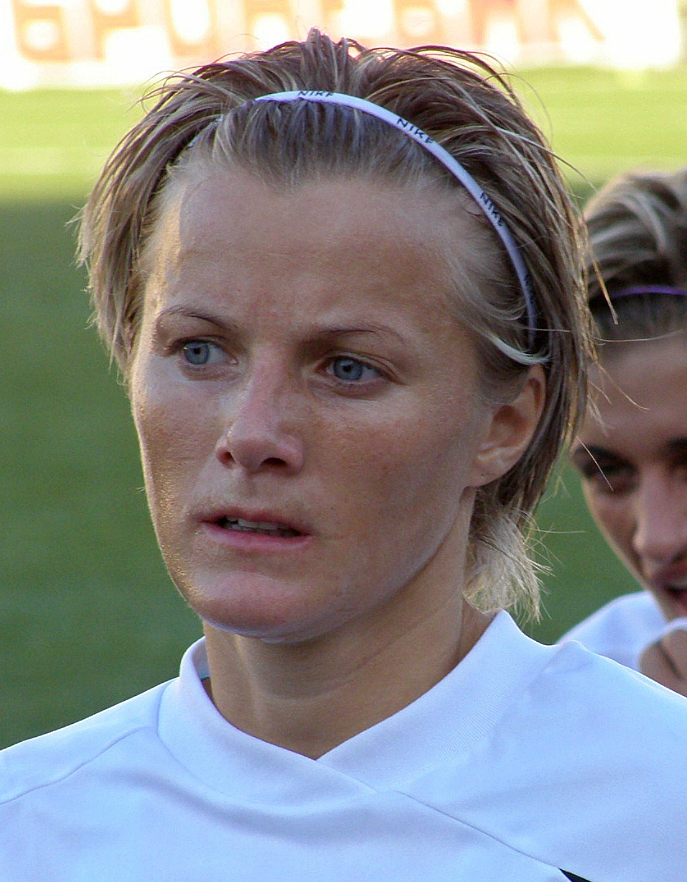
Вера Дятел — воспитанница «Легенды», финалистка Лиги чемпионов 2009 года

Собственные группы подготовки молодых футболисток появились в «Легенде» в течение первых лет её существования. Благодаря системной и целенаправленной работе клуба и детских тренеров черниговская женская футбольная школа постепенно достигла уровня, которого не было ни в одном другом городе Украины. В 1993—1995 годах футболистки молодёжной команды «Легенды» трижды подряд становились чемпионками Украины среди молодёжи. В 1995—1996 годах юные «легендовки» участвовали в международных турнирах, проходивших в столицах Норвегии и Финляндии. В 1997 году на базе черниговской команды была создана молодёжная сборная Украины, которую возглавили тренеры «Легенды» Михаил Ющенко и Николай Литвин. Почти 3/4 состава «молодёжки» тогда составляли представительницы черниговской команды. В 1998 году по договоренности с Черниговской областной государственной администрацией группы подготовки клуба превратились в областную детско-юношескую спортивную школу, в которой могли обучаться юные футболистки со всей области (позже известная как СДЮШОР ФСО «Спартак»). Высокий уровень выпускниц академии позволил «Легенде» стать самой успешной командой Украины 2000-х годов — как на внутренней арене, так и на международном уровне. Среди воспитанниц клубной академии — игроки сборной Украины, участницы Евро-2009, лучшие футболистки Украины разных лет (Чёрная, Зварич и Пекур) и финалистки Лиги чемпионов (Лишафай и Зинченко).
Достижения молодёжной команды
- Чемпион Украины среди молодежи (3): 1993, 1994, 1995

### Фарм-клуб
После возобновления в 2013 году Первой лиги чемпионата Украины среди женщин в состав её участников вошел «Спартак» (Чернигов) — фактически фарм-клуб «Легенды», за который выступали воспитанницы её спортивной школы. Футболистки, проявившие себя в фарм-клубе, в дальнейшем переходили в главную команду. В 2016 году «Спартак» стал победителем Первой лиги и получил право на повышение в классе, однако в итоге вместо него высший дивизион пополнила другая команда из Черниговской области — новосозданная «Единство» (Плиски), владелец которой имел возможность обеспечить финансирование, необходимое для участия в Высшей лиге.

### Мини-футбольная команда
Наряду с «большим» футболом в 1998—2005 годах футболистки «Легенды» параллельно выступали за команду «Фортуна» (Чернигов) в чемпионате Украины по мини-футболу. Турнир разыгрывался по системе «осень-весна», и участие в его зимней части служило для «легендивок» одним из этапов предсезонной подготовки. Кроме футболисток «Легенды», за «Фортуну» играли также воспитанницы Городнянского спортивного интерната. В 1999—2004 годах команда 6 сезонов подряд завоевывала серебряные медали чемпионата Украины. В 2004 году «Фортуна» стала финалистом Кубка Украины. После завершения сезона 2004/05 клуб решил прекратить участие в турнирах по мини-футболу, чтобы футболистки могли сосредоточиться на выступлениях за «Легенду».
Достижения «Фортуны»
- Вице-чемпион Украины (6): 1998/99, 1999/00, 2000/01, 2001/02, 2002/03, 2003/04
- Финалист Кубка Украины: 2004

## Стадионы и болельщики

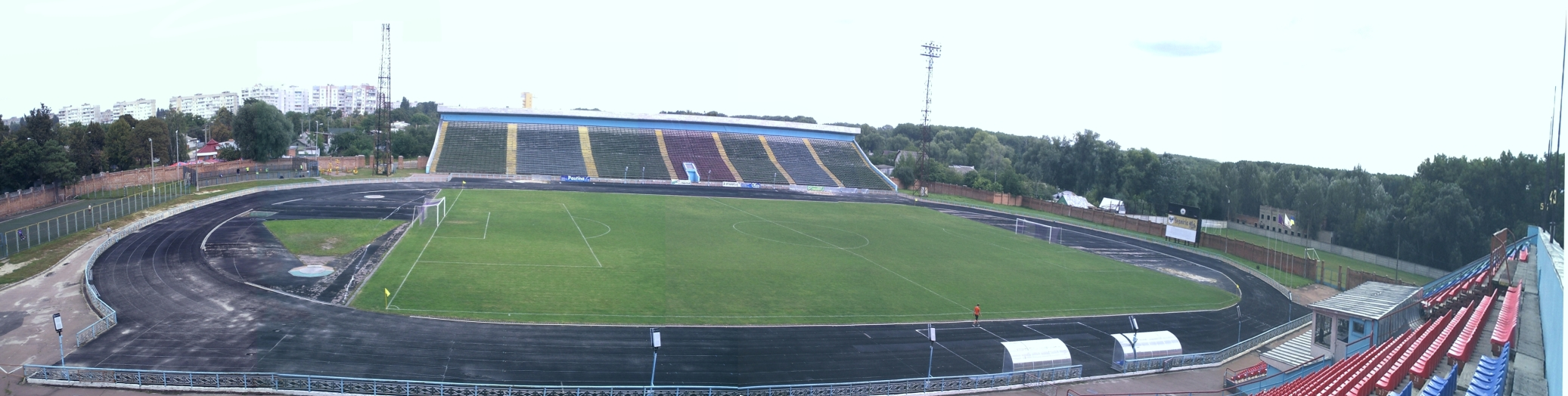
Стадион имени Юрия Гагарина

Домашние матчи «Легенда» проводила преимущественно на черниговских стадионах «Текстильщик» и имени Юрия Гагарина. Большую часть истории клуба функцию основного домашнего стадиона выполнял «Текстильщик», который вмещал 2000 зрителей и принадлежал Черниговскому камвольно-суконному комбинату — предприятию-основателю «Легенды». В проектировании стадиона принимал активное участие Михаил Ющенко, первый главный тренер команды. Дебют «Легенды» в чемпионате СССР состоялся 22 апреля 1989 года на главной арене Черниговской области, стадионе имени Юрия Гагарина, в присутствии 2100 зрителей. В истории Чернигова это был первый футбольный матч между командами высшего дивизиона. Отдельные матчи сезона 1990 года собирали в городе 2800—3000 болельщиков.
В чемпионате Украины команда играла домашние матчи преимущественно на «Текстильщике», который обычно посещало немного зрителей — в сезоне 2010 года, в частности, количество болельщиков редко достигало 250. Такое положение вещей является типичным для украинского женского футбола, который не приобрел в стране значительной популярности. В то же время среди украинских женских футбольных клубов черниговский был одним из самых популярных, в частности по итогам 2015 года он вышел в лидеры по количеству подписчиков в социальных сетях. На некоторых гостевых играх «Легенду» поддерживали фанаты черниговской «Десны».
В 2008 и 2010 годах команда провела по одной игре чемпионата на стадионе «Полесье» в Добрянке по приглашению президента одноименного клуба Ивана Чауса — «Легенда» имела там значительную поддержку болельщиков. В течение сезона 2017/18 из-за крайне запущенного состояния «Текстильщика» домашним стадионом команды стала «Чернигов-Арена», поле которой имеет искусственное покрытие. Кроме того, во время подготовки «Текстильщика» к еврокубкам одна игра чемпионата 2003 года должна была состояться на «Химике», но соперник черниговцев — полтавский «Колос» — не явился на матч.

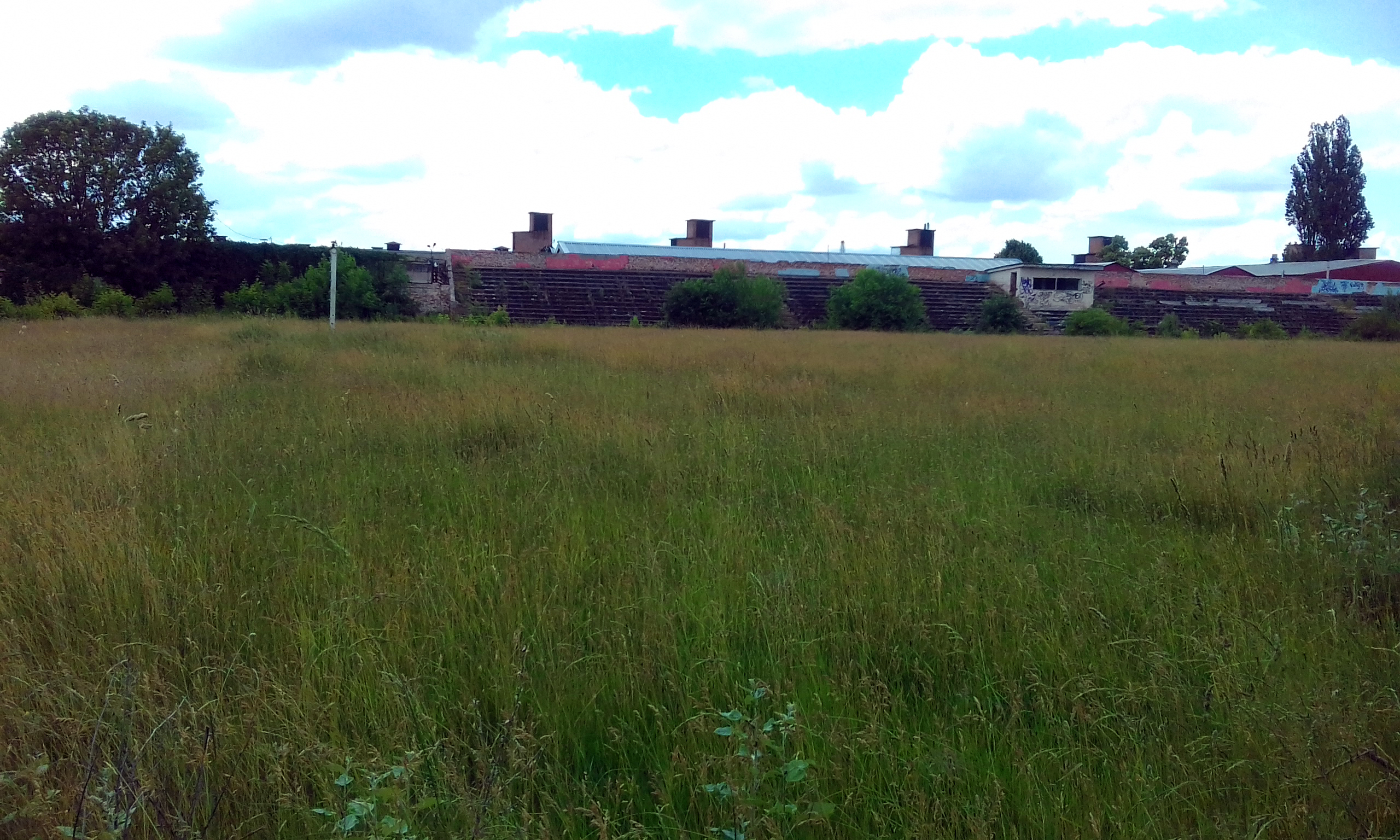
Стадион «Текстильщик» в 2022 году

В 2003 году благодаря победе «Легенды» в чемпионате Украины Чернигов впервые принял еврокубки. Матчи группового этапа Кубка УЕФА на стадионе «Текстильщик» тогда посещали в среднем по 600 болельщиков. Пик популярности «Легенды» в родном городе пришёлся на 2006 год, когда команда играла матчи квалификационного раунда Кубка УЕФА на стадионе имени Гагарина. В частности, встреча 3-го тура против израильского «Маккаби» собрала рекордные в истории клуба 6000 зрителей. Последнюю еврокубковую игру на главном стадионе области — матч 1/16 финала Лиги чемпионов против «Россиянки», «Легенда» провела в 2010 году.
Учитывая ключевое значение Чернигова для развития женского футбола Украины, в городе неоднократно проводились матчи национальной сборной. В 2008—2012 годах стадион имени Юрия Гагарина был домашней ареной сборной Украины, которая в 2008 году на его поле впервые в своей истории завоевала путевку на чемпионат Европы. Подавляющее большинство тогдашнего основного состава сборной составляли воспитанницы «Легенды», в частности уроженки Чернигова, которые получили возможность представлять страну в своём родном городе.

### Посещаемость
Посещаемость домашних матчей «Легенды» в чемпионатах и кубках Украины (чёрный цвет), во всех официальных турнирах с учетом еврокубков (розовый цвет). Среднее количество зрителей на игре в течение сезона:

## Главные тренеры
Создатель и первый главный тренер «Легенды» — Михаил Ющенко. Он возглавлял команду дольше всех — в течение 12 лет (с 1987 по 1998 год) и провёл с ней наибольшее количество официальных матчей (210). Ему же принадлежит первое весомое достижение «Легенды» — бронзовые медали чемпионата Украины в сезоне 1992.
Первым тренером, который привел команду к выигрышу трофея национального масштаба, стал Сергей Умен (звание чемпиона Украины 2000 года). Под его руководством «Легенда» также оформила свой первый «золотой дубль» (2001) и впервые завоевала международный трофей — Открытый Кубок Италии (2006). В итоге Сергей Умен стал самым успешным тренером «Легенды», который в общей сложности выиграл с командой 7 трофеев — 3 титула чемпиона Украины, 2 Кубка Украины, 1 Зимнее первенство и Открытый Кубок Италии. Ему же принадлежит клубный рекорд по количеству «золотых дублей» — 2 из 4.
Некоторые тренеры «Легенды» свою деятельность в клубе совмещали с работой в различных женских сборных. Николай Литвин, в частности, в течение 2003 года одновременно занимал должности главного тренера «Легенды» и национальной сборной Украины. Сергей Умен в 2006 году временно возглавлял сборную Украины в отборочных матчах к чемпионату мира. Михаил Ющенко в 1993—1994 годах входил в тренерский штаб сборной Украины, а в 1997—1998 годах занимал должность одного из двух тренеров молодёжной сборной Украины. Сергей Сапронов в 2014 году работал одновременно главным тренером «Легенды» и девичьей сборной Украины (до 15 лет).
| Тренер                  | Период    |
| ----------------------- | --------- |
| Михаил Ющенко           | 1987—1998 |
| Николай Литвин          | 1997      |
| Анатолий Писковец       | 1999      |
| Сергей Умен             | 1999—2001 |
| Николай Литвин          | 2002—2003 |
| Сергей Умен             | 2004—2006 |
| Анатолий Писковец       | 2007      |
| Владимир Жилин          | 2007      |
| Валерий Третьяков и. о. | 2007      |
| Сергей Сапронов         | 2008—2012 |
| Владимир Кулик          | 2012—2013 |
| Сергей Сапронов         | 2014      |
| Юрий Грузнов и. о.      | 2014      |
| Владимир Кулик          | 2015—2018 |

## Достижения
Национальные
Чемпионат Украины
- Чемпион (6): 2000, 2001, 2002, 2005, 2009, 2010
- Серебряный призёр (10): 1997, 1998, 1999, 2003, 2004, 2006, 2008, 2011, 2013, 2015
- Бронзовый призёр (6): 1992, 2007, 2014, 2016, 2017, 2017/18

Кубок Украины
- Обладатель (4): 2001, 2002, 2005, 2009
- Финалист (14): 1998, 1999, 2003, 2004, 2006, 2007, 2008, 2010, 2011, 2013, 2014, 2015, 2016, 2017/18

Зимнее первенство Украины
- Чемпион (2): 2005, 2013
- Серебряный призёр (3): 2006, 2008, 2018

Международные
Открытый Кубок Италии
- Обладатель (1): 2006
- Бронзовый призёр (1): 2005

Кубанская весна
- Серебряный призёр (1): 2003

## Статистика выступлений

### СССР (1990—1991)
Выступления в чемпионате СССР:
 Уровень І
| Сезон | Лига | Лига                 | Лига     | Лига | Лига | Лига | Лига | Лига | Лига | Лига | Кубок страны | Источники |
| Сезон | У    | Дивизион             | Место    | И    | В    | Н    | П    | МЗ   | МП   | О    | Кубок страны | Источники |
| ----- | ---- | -------------------- | -------- | ---- | ---- | ---- | ---- | ---- | ---- | ---- | ------------ | --------- |
| 1990  | І    | Высшая лига Зона 1   | 7 из 12  | 22   | 8    | 8    | 6    | 30   | 17   | 24   |              | [ 124 ]   |
| 1990  | І    | Финал за 13—14 места | 13 из 24 | 1    | 1    | 0    | 0    | 3    | 1    | 2    |              | [ 124 ]   |
| 1991  | І    | Высшая лига Зона 1   | 6 из 12  | 22   | 8    | 6    | 8    | 22   | 11   | 22   | 1/4 финала   | [ 125 ]   |

### Украина (1992 — 2018)
Выступления в чемпионате Украины:

 Уровень І
| Сезон | Лига | Лига                       | Лига    | Лига | Лига | Лига | Лига | Лига | Лига | Лига | Лига                                               | Кубок страны | Зимнее первенство Зимний Кубок | Еврокубки                   | Ист.                    |
| Сезон | У    | Дивизион                   | Место   | И    | В    | Н    | П    | МЗ   | МП   | О    | Бомбардир                                          | Кубок страны | Зимнее первенство Зимний Кубок | Еврокубки                   | Ист.                    |
| ----- | ---- | -------------------------- | ------- | ---- | ---- | ---- | ---- | ---- | ---- | ---- | -------------------------------------------------- | ------------ | ------------------------------ | --------------------------- | ----------------------- |
| 1992  | І    | Высшая лига                | 3 из 10 | 18   | 8    | 5    | 5    | 23   | 21   | 21   |                                                    | 1/4 финала   |                                |                             | [ 126 ] [ 127 ]         |
| 1993  | І    | Высшая лига                | 4 из 13 | 24   | 13   | 5    | 6    | 22   | 15   | 31   |                                                    | 1/4 финала   |                                |                             | [ 126 ] [ 128 ]         |
| 1994  | І    | Высшая лига                | 6 из 11 | 20   | 9    | 3    | 8    | 32   | 23   | 21   |                                                    | 1/4 финала   |                                |                             | [ 126 ] [ 129 ]         |
| 1995  | І    | Высшая лига                | 4 из 9  | 16   | 8    | 2    | 6    | 23   | 16   | 26   |                                                    | первый раунд |                                |                             | [ 126 ] [ 130 ]         |
| 1996  | І    | Высшая лига                | 5 из 6  | 10   | 2    | 1    | 7    | 5    | 13   | 7    |                                                    |              |                                |                             | [ 126 ]                 |
| 1997  | І    | Высшая лига                | 2 из 5  | 16   | 11   | 2    | 3    | 26   | 9    | 35   |                                                    |              |                                |                             | [ 126 ]                 |
| 1998  | І    | Высшая лига                | 2 из 4  | 18   | 10   | 3    | 5    | 43   | 12   | 33   |                                                    | Финал        |                                |                             | [ 126 ]                 |
| 1999  | І    | Высшая лига                | 2 из 4  | 12   | 8    | 1    | 3    | 30   | 7    | 25   |                                                    | Финал        |                                |                             | [ 126 ]                 |
| 2000  | І    | Высшая лига Группа «Б»     | 1 из 4  | 3    | 3    | 0    | 0    | 16   | 0    | 9    |                                                    | —            |                                |                             | [ 126 ]                 |
| 2000  | І    | Финальный турнир           | 1 из 8  | 2    | 2    | 0    | 0    | 6    | 2    | 6    |                                                    | —            |                                |                             | [ 126 ]                 |
| 2001  | І    | Высшая лига Группа «Запад» | 1 из 4  | 6    | 6    | 0    | 0    | 41   | 0    | 18   |                                                    | Обладатель   |                                | Групповой этап Кубка УЕФА   | [ 126 ] [ 131 ]         |
| 2001  | І    | Финальный турнир           | 2 из 8  | 3    | 2    | 1    | 0    | 13   | 2    | 7    |                                                    | Обладатель   |                                | Групповой этап Кубка УЕФА   | [ 126 ] [ 131 ]         |
| 2001  | І    | Матч за первое место       | 1 из 8  | 1    | 1    | 0    | 0    | 5    | 0    | 3    |                                                    | Обладатель   |                                | Групповой этап Кубка УЕФА   | [ 126 ] [ 131 ]         |
| 2002  | І    | Высшая лига Группа «Запад» | 1 из 4  | 5    | 4    | 0    | 1    | 23   | 5    | 12   |                                                    | Обладатель   |                                |                             | [ 126 ]                 |
| 2002  | І    | Финальный турнир           | 1 из 8  | 4    | 3    | 0    | 1    | 8    | 4    | 9    |                                                    | Обладатель   |                                |                             | [ 126 ]                 |
| 2003  | І    | Высшая лига                | 2 из 7  | 12   | 9    | 2    | 1    | 57   | 3    | 29   |                                                    | Финал        |                                | Групповой этап Кубка УЕФА   | [ 126 ] [ 132 ]         |
| 2004  | І    | Высшая лига                | 2 из 9  | 14   | 11   | 1    | 2    | 52   | 6    | 34   |                                                    | Финал        |                                |                             | [ 126 ]                 |
| 2005  | І    | Высшая лига                | 1 из 9  | 16   | 15   | 1    | 0    | 106  | 6    | 46   | Юлия Корниевец (34)                                | Обладатель   |                                |                             | [ 126 ] [ 133 ]         |
| 2006  | І    | Высшая лига Первый этап    | 1 из 9  | 16   | 14   | 1    | 1    | 48   | 7    | 43   | Юлия Корниевец                                     | Финал        |                                | Групповой этап Кубка УЕФА   | [ 126 ] [ 133 ] [ 134 ] |
| 2006  | І    | Финальный этап             | 3 из 4  | 6    | 2    | 1    | 3    | 5    | 7    | 7    | Юлия Корниевец                                     | Финал        |                                | Групповой этап Кубка УЕФА   | [ 126 ] [ 133 ] [ 134 ] |
| 2006  | І    | Итоговый результат         | 2 из 4  | 12   | 6    | 2    | 4    | 13   | 10   | 20   | Юлия Корниевец                                     | Финал        |                                | Групповой этап Кубка УЕФА   | [ 126 ] [ 133 ] [ 134 ] |
| 2007  | І    | Высшая лига Первый этап    | 2 из 8  | 14   | 10   | 3    | 1    | 30   | 9    | 33   |                                                    | Финал        |                                |                             | [ 126 ]                 |
| 2007  | І    | Финальный этап             | 3 из 4  | 6    | 2    | 1    | 3    | 9    | 12   | 7    |                                                    | Финал        |                                |                             | [ 126 ]                 |
| 2007  | І    | Итоговый результат         | 3 из 4  | 12   | 5    | 3    | 4    | 16   | 16   | 18   |                                                    | Финал        |                                |                             | [ 126 ]                 |
| 2008  | І    | Высшая лига Первый этап    | 2 из 9  | 16   | 12   | 1    | 3    | 55   | 11   | 37   | Юлия Корниевец                                     | Финал        | Серебряный призёр              |                             | [ 126 ] [ 133 ]         |
| 2008  | І    | Финальный этап             | 2 из 5  | 8    | 5    | 1    | 2    | 12   | 7    | 16   | Юлия Корниевец                                     | Финал        | Серебряный призёр              |                             | [ 126 ] [ 133 ]         |
| 2008  | І    | Итоговый результат         | 2 из 5  | 16   | 10   | 2    | 4    | 25   | 15   | 32   | Юлия Корниевец                                     | Финал        | Серебряный призёр              |                             | [ 126 ] [ 133 ]         |
| 2009  | І    | Высшая лига                | 1 из 7  | 12   | 11   | 0    | 1    | 43   | 3    | 33   |                                                    | Обладатель   |                                |                             | [ 126 ]                 |
| 2010  | І    | Высшая лига                | 1 из 9  | 14   | 11   | 2    | 1    | 70   | 6    | 35   | Оксана Яковишин (15)                               | Финал        |                                | 1/32 финала Лиги чемпионов  | [ 126 ] [ 135 ]         |
| 2011  | І    | Высшая лига                | 2 из 8  | 14   | 11   | 1    | 2    | 63   | 4    | 34   | Юлия Корниевец (18)                                | Финал        |                                | Квалификация Лиги чемпионов | [ 126 ] [ 136 ]         |
| 2012  | І    | Высшая лига                | 4 из 8  | 14   | 7    | 1    | 6    | 42   | 14   | 22   | Тамила Химич (10)                                  | 1/4 финала   |                                |                             | [ 126 ] [ 137 ]         |
| 2013  | І    | Высшая лига                | 2 из 8  | 14   | 9    | 2    | 3    | 38   | 17   | 29   | Тамила Химич (8)                                   | Финал        | Чемпион                        |                             | [ 126 ]                 |
| 2014  | І    | Высшая лига                | 3 из 8  | 14   | 9    | 0    | 5    | 31   | 13   | 24   | Лиана Бочковская, Тамила Химич, Татьяна Рыжова (5) | Финал        |                                |                             | [ 126 ]                 |
| 2015  | І    | Высшая лига                | 2 из 8  | 14   | 12   | 0    | 2    | 52   | 6    | 36   | Мария Михайлюк (12)                                | Финал        | 4-е место 5-е место            |                             | [ 138 ]                 |

### Еврокубки

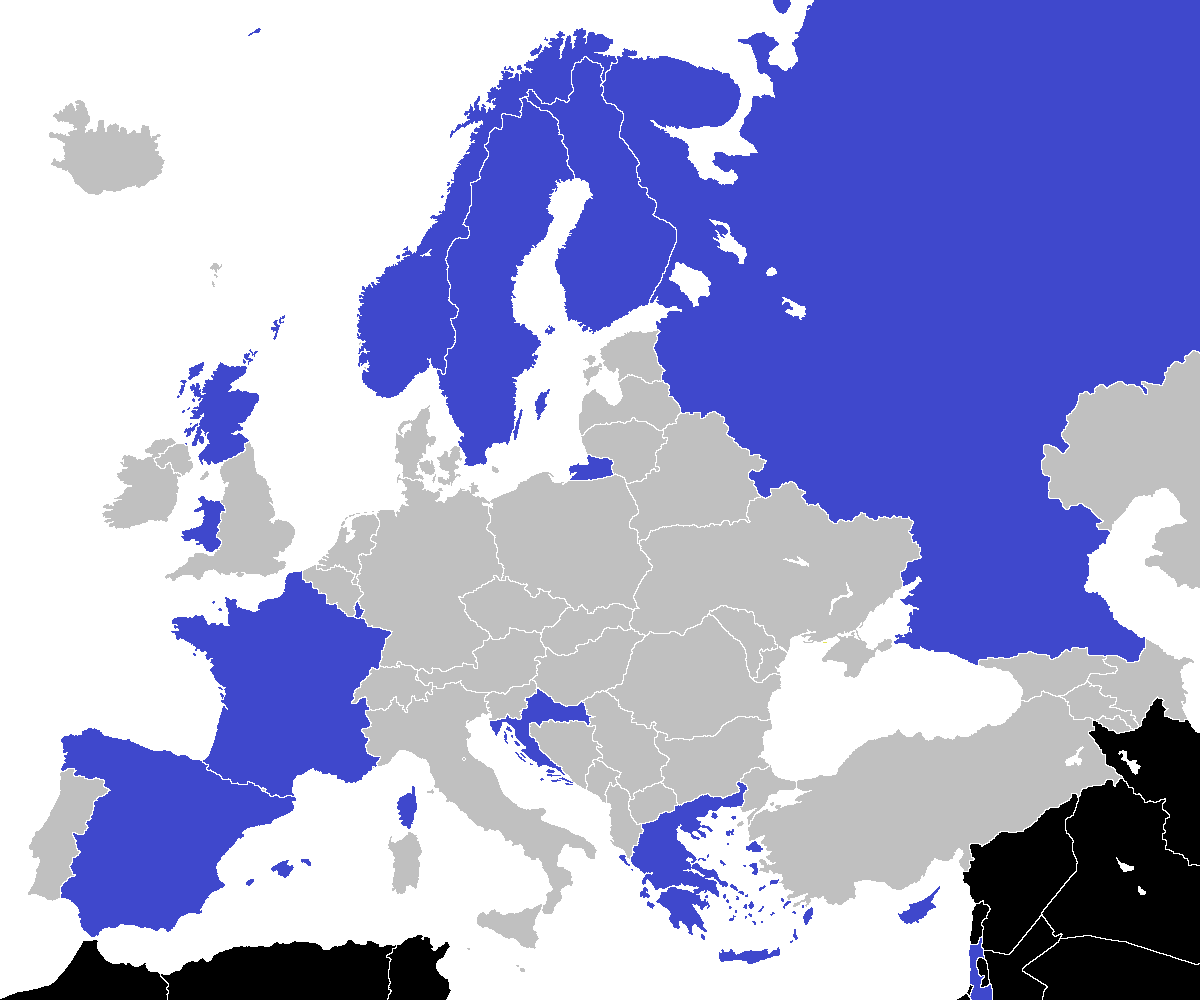
Карта стран, с представителями которых «Легенда» играла в еврокубках

Как обладатель чемпионского титула 2000 года «Легенда» представляла Украину в дебютном розыгрыше Кубка УЕФА среди женщин — единственного женского футбольного еврокубка, нынешней Лиги чемпионов. Всего команда приняла участие в еврокубках 5 раз. Лучшими результатами команды на евроарене стали 2-е места на групповом этапе в сезонах 2001/02 и 2003/04. Трижды (сезоны 2001/02, 2003/04 и 2006/07) «Легенда» входила в число 16 лучших команд Европы. В частности, по итогам выступлений в 2006 году команда из Чернигова занимала 15-е место в рейтинге УЕФА.
Общий результат выступлений в еврокубках
| Турнир                      | І  | В | Н | П | ЗМ | ПМ | РМ  |
| --------------------------- | -- | - | - | - | -- | -- | --- |
| Кубок УЕФА / Лига чемпионов | 17 | 8 | 1 | 8 | 35 | 25 | +10 |

## Рекорды

### Командные рекорды
Крупнейшие победы
- Самая крупная победа во всех турнирах: 26:0 — против «Зори-Спартак» (Луганск), Зимнее первенство Украины, сезон 2008, 27 февраля 2008 года[140]
- Самая крупная победа в чемпионате: 20:0 — дома против «Южанки» (Херсон), сезон 2005, 3 сентября 2005 года[141]
- Самая крупная победа в кубке: 13:0 — дома против «Янтарочки» (Новояворовск), сезон 2015, 11 июля 2015 года
- Самая крупная победа в еврокубках: 8:0 — против «Прогресса» (Люксембург), Лига чемпионов УЕФА, сезон 2011/12, 13 августа 2011 года[142]

Крупнейшие поражения
- Самое крупное поражение во всех соревнованиях: 0:8 — против «Жилстроя-1» (Харков), Кубок Украины, сезон 2017/18, 2 июня 2018 года[143]
- Самое крупное поражение в чемпионате: 0:7 — на выезде против «Жилстроя-2» (Харков), сезон 2017/18, 13 мая 2018 года[143]
- Самое крупное поражение в еврокубках: 0:5 — против «Эспаньола» (Испания), Кубок УЕФА, сезон 2006/07, 17 сентября 2006 года[143]

### Рекорды игроков
- Наибольшее количество голов в сезоне: 37 — Юлия Корнеевец, сезон 2005[144]
- Наибольшее количество голов в чемпионате за сезон: 34 — Юлия Корнеевец, сезон 2005[145]
- Наибольшее количество голов в одном матче: 10 — Юлия Корнеевец, против «Южанки» (Херсон), чемпионат Украины, 3 сентября 2005 года[146]
- Наибольшее количество голов в еврокубках: 8 — Юлия Корнеевец
- Самый быстрый гол: на 35-й секунде — Татьяна Козыренко, против «Атекса» (Киев), чемпионат Украины, 25 апреля 2013 года[59]

#### По количеству матчей
| №  | Имя                 | Период    | Всего | Лига | Кубок | Еврокубки |
| -- | ------------------- | --------- | ----- | ---- | ----- | --------- |
| 1  | Наталья Игнатович   | 1987—2007 | 279   | 241  | 32    | 6         |
| 2  | Татьяна Федосова    | 1991—2004 | 212   | 175  | 31    | 6         |
| 3  | Дарья Мильчевская   | 1995—2009 | 211   | 173  | 27    | 11        |
| 4  | Людмила Лемешко     | 1993—2010 | 177   | 145  | 24    | 8         |
| 5  | Зоя Пархоменко      | 1988—1997 | 170   | 155  | 15    | 0         |
| 6  | Наталья Жданова     | 2001—2012 | 161   | 123  | 22    | 16        |
| 7  | Валентину Ступак    | 1991—2006 | 157   | 135  | 16    | 6         |
| 8  | Вера Кобылецкая     | 1987—2000 | 155   | 139  | 16    | 0         |
| 9  | Прасковья Красножон | 1989—1998 | 153   | 137  | 16    | 0         |
| 10 | Виктория Крылова    | 2002—2012 | 150   | 121  | 20    | 9         |

#### По количеству голов
| № | Имя              | Период    | Всего | Лига | Кубок | Еврокубки |
| - | ---------------- | --------- | ----- | ---- | ----- | --------- |
| 1 | Юлия Корнеевец   | 2002—2011 | 148   | 126  | 14    | 8         |
| 2 | Елена Ходырева   | 1998—2010 | 107   | 88   | 16    | 3         |
| 3 | Тамила Химич     | 2011—2016 | 60    | 49   | 11    | 0         |
| 4 | Вера Кобылецкая  | 1987—2000 | 57    | 52   | 5     | 0         |
| 4 | Мария Михайлюк   | 2014—2018 | 57    | 44   | 13    | 0         |
| 6 | Алла Лишафай     | 1998—2010 | 44    | 37   | 5     | 2         |
| 7 | Наталья Жданова  | 2001—2012 | 42    | 35   | 4     | 3         |
| 8 | Ольга Мелконянц  | 2007—2013 | 40    | 32   | 5     | 3         |
| 9 | Людмила Лемешко  | 1993—2010 | 31    | 26   | 4     | 1         |
| 9 | Виктория Крылова | 2002—2012 | 31    | 28   | 2     | 1         |

## Персоналии

### Участницы чемпионата Европы
| Год  | Турнир           | Имя                                                            |
| ---- | ---------------- | -------------------------------------------------------------- |
| 2009 | Чемпионат Европы | Оксана Яковишин Елена Ходырева Ольга Бойченко Екатерина Самсон |

### Лучшие футболистки «Легенды»
С 1996 года по 1999 год газета «Чексил», а в 2002 году газета «Черниговские ведомости» определяли лучшую футболистку «Легенды».
- 1996 —  Людмила Лемешко
- 1997 —  Вероника Шульга
- 1998 —  Вероника Шульга
- 1999 —  Татьяна Чёрная
- 2002 —  Наталья Жданова